# Championnat d'Europe de football 2024
Navigation
Europe 2020 Irlande - Royaume-Uni 2028
Le Championnat d'Europe de l'UEFA de football 2024 est la 17e édition du Championnat d'Europe de football, communément abrégé en Euro 2024, compétition organisée par l'UEFA et rassemblant les meilleures équipes nationales masculines européennes. L'Allemagne est désignée pays organisateur de la compétition le 27 septembre 2018.
C'est la troisième fois que des matches du Championnat d'Europe de football se déroulent sur le territoire allemand et la deuxième fois dans l'Allemagne réunifiée, puisque l'ancienne Allemagne de l'Ouest avait accueilli l'édition 1988 du tournoi et que quatre matches de l'Euro 2020 multinational s'étaient déroulés à Munich. C'est la première fois que la compétition se déroule dans l'ancienne Allemagne de l'Est, avec Leipzig comme ville hôte, et la première fois qu'une Allemagne réunifiée est pays hôte. Le tournoi reprend son cycle habituel de quatre ans, après que l'édition 2020 a été reportée à 2021 en raison de la pandémie de Covid-19.
L'Italie est le champion en titre, ayant remporté le tournoi de 2020 après avoir battu l'Angleterre aux tirs au but en finale. Elle s'incline 2 buts à zéro en huitièmes de finale face à la Suisse. L'Allemagne, pays hôte, est battue par l'Espagne en quarts.
L'Espagne remporte cette édition 2024, la quatrième de son histoire, faisant d'elle l'équipe la plus titrée de la compétition. En gagnant ses sept matchs, pour finir par une victoire 2-1 face à l'Angleterre,  elle devient également la deuxième nation à compter 100 % de victoires lors d'une édition de l'Euro depuis l'instauration d'une phase de groupes en 1980, après la France en 1984 (5/5).

## Candidatures

### Conditions
Les pays intéressés par l'organisation de l'Euro 2024 ont eu jusqu'au 3 mars 2017 pour déposer leur candidature.

### Candidatures officielles

#### Allemagne
- Allemagne[1],[2],[3]

Le 24 octobre 2013, le comité exécutif de la Fédération allemande de football (DFB) vote pour proposer une candidature au Championnat 2024, vote confirmé par une décision unanime en janvier 2017. Le pays a précédemment accueilli l'Euro 1988, ainsi que la Coupe du monde de football 1974 et la Coupe du monde de football 2006.
17 villes se sont déclarées intéressées pour accueillir des matchs du championnat européen, avant que 15 d'entre elles ne s'inscrivent formellement avant l'échéance d'avril 2017. La ville de Kaiserslautern s'est par la suite retirée, en raison d'incertitudes financières. L'annonce des dix villes officiellement candidates[réf. nécessaire] a lieu le 15 septembre 2017 : Berlin, Cologne, Dortmund, Düsseldorf, Francfort-sur-le-Main, Gelsenkirchen, Hambourg, Leipzig, Munich et Stuttgart sont choisies, les quatre villes non sélectionnées sont Brême, Hanovre, Mönchengladbach et Nuremberg.
Le 24 avril 2018, l'UEFA annonce que la DFB a déposé son dossier de candidature pour l'organisation de ce Championnat d'Europe[réf. souhaitée].

#### Turquie
- Turquie[5],[6].

En avril 2014, la Fédération de Turquie de football (TFF) annonce qu'elle ne proposera pas sa candidature pour l'organisation des demi-finales ou de la finale de l'Euro 2020 qui se déroule dans toute l'Europe, préférant se concentrer sur sa candidature pour l'Euro 2024. Cette décision est en partie due aux échecs des candidatures turques pour l’organisation de l'Euro 2016 ou des Jeux olympiques d'été de 2020 avec sa plus grande ville : Istanbul. Le pays n'a pas encore accueilli une compétition sportive majeure, ayant échoué lors des candidatures pour l'Euro 2008 (avec la Grèce) et pour l'Euro 2012.
Le 15 février 2017, la TFF confirme sa candidature. Les autorités turques estiment que le pays possède désormais les infrastructures sportives pour organiser un événement sportif de grande ampleur. Le 20 octobre 2017, la fédération dévoile les stades choisis pour son dossier[réf. nécessaire], avec Ankara, Antalya, Bursa, Eskişehir, Gaziantep, Istanbul, Izmit, Konya et Trabzon. Le slogan officiel de la candidature pour la compétition est « Share together ». Le 26 avril 2018, le dossier est officiellement déposé au siège de l'UEFA, en Suisse.

Logo de la candidature allemande.
Logo de la candidature turque.

### Désignation du pays organisateur
La désignation du pays organisateur s'effectue le 27 septembre 2018 à Nyon, en Suisse, par vote à bulletins secrets des dix neuf membres du Comité exécutif de l'UEFA, à l'exception de Reinhard Grindel et Servet Yardımcı (tr), ces deux membres étant respectivement les représentants des fédérations allemande et turque. L'Allemagne est choisie pour organiser ce championnat d'Europe avec un total de 12 voix sur 17,,.
| Fédération candidate | Vote |
| -------------------- | ---- |
| Allemagne            | 12   |
| Turquie              | 4    |
| Vote nul             | 1    |
| Total                | 17   |

## Villes et stades
| \| Berlin Dortmund Leipzig Munich Gelsenkirchen Francfort-sur-le-Main Düsseldorf Stuttgart Cologne Hambourg \| |
| Berlin Dortmund Leipzig Munich Gelsenkirchen Francfort-sur-le-Main Düsseldorf Stuttgart Cologne Hambourg       |

| Berlin Dortmund Leipzig Munich Gelsenkirchen Francfort-sur-le-Main Düsseldorf Stuttgart Cologne Hambourg |

| Ville                 | Nom du stade          | Capacité | Rencontres disputées | Rencontres disputées | Rencontres disputées | Rencontres disputées | Rencontres disputées | Rencontres disputées | Rencontres disputées |
| Ville                 | Nom du stade          | Capacité | Groupes              | 1/8                  | 1/4                  | 1/2                  | Finale               | Total                |                      |
| --------------------- | --------------------- | -------- | -------------------- | -------------------- | -------------------- | -------------------- | -------------------- | -------------------- | -------------------- |
| Berlin                | Olympiastadion        | 70 000   | 3                    | 1                    | 1                    |                      | 1                    | 6                    |                      |
| Munich                | Munich Football Arena | 67 000   | 4                    | 1                    |                      | 1                    |                      | 6                    |                      |
| Dortmund              | BVB Stadion Dortmund  | 66 000   | 4                    | 1                    |                      | 1                    |                      | 6                    |                      |
| Stuttgart             | Stuttgart Arena       | 54 000   | 4                    |                      | 1                    |                      |                      | 5                    |                      |
| Gelsenkirchen         | Arena AufSchalke      | 50 000   | 3                    | 1                    |                      |                      |                      | 4                    |                      |
| Hambourg              | Volksparkstadion      | 50 000   | 4                    |                      | 1                    |                      |                      | 5                    |                      |
| Cologne               | Stade de Cologne      | 47 000   | 4                    | 1                    |                      |                      |                      | 5                    |                      |
| Düsseldorf            | Düsseldorf Arena      | 47 000   | 3                    | 1                    | 1                    |                      |                      | 5                    |                      |
| Francfort-sur-le-Main | Frankfurt Arena       | 46 000   | 4                    | 1                    |                      |                      |                      | 5                    |                      |
| Leipzig               | Stade de Leipzig      | 46 000   | 3                    | 1                    |                      |                      |                      | 4                    |                      |

L'Allemagne disposait d'un large choix de stades satisfaisant à l'exigence de capacité minimale de l'UEFA de 30 000 places pour les matches du championnat d'Europe.
Sur les dix stades sélectionnés pour l'Euro 2024, neuf ont été utilisés pour la Coupe du monde 2006 : Berlin, Dortmund, Munich, Cologne, Stuttgart, Hambourg, Leipzig, Francfort et Gelsenkirchen. Düsseldorf, qui n'a pas été utilisé en 2006 mais qui avait déjà été utilisé pour la Coupe du Monde 1974 et pour l'Euro 1988, servira de dixième stade ; à l'inverse, Hanovre, Nuremberg et Kaiserslautern, villes hôtes en 2006 (en plus de 1974 et 1988 dans le cas de Hanovre), ne seront pas utilisées pour ce championnat. Munich a également été ville hôte lors de l'Euro 2020 accueillant quatre matchs (dont trois impliquant l'Allemagne) devant un nombre de spectateurs fortement réduit en raison des restrictions liées à la COVID-19.
Divers autres stades, comme ceux de Brême et de Mönchengladbach, n'ont pas été retenus. Les stades couvraient toutes les principales régions d'Allemagne, mais la zone comptant le plus grand nombre de stades à l'Euro 2024 est la région métropolitaine Rhin-Ruhr, dans le Land de Rhénanie-du-Nord-Westphalie, avec quatre des dix villes hôtes (Dortmund, Düsseldorf, Gelsenkirchen et Cologne).

## Communication et produits dérivés

### Logo
Le logo officiel de la compétition est présenté le 5 octobre 2021 à 20 h 24 CEST au Stade olympique de Berlin[réf. souhaitée].
Il se compose d'une représentation du trophée Henri-Delaunay entouré d'une zone ovale rappelant le toit du Stade olympique, striée des couleurs des 55 associations de l'UEFA figurant dans 24 bandes, correspondant aux 24 pays qualifiés.

### Slogan
Le slogan de la compétition, dévoilé en même temps que le logo, est : « United by Football. Vereint im Herzen Europas ». Ce slogan utilisé pour la candidature de l'Allemagne à l'organisation de la compétition se veut un message d'unité et d'inclusion.

### Ballon officiel

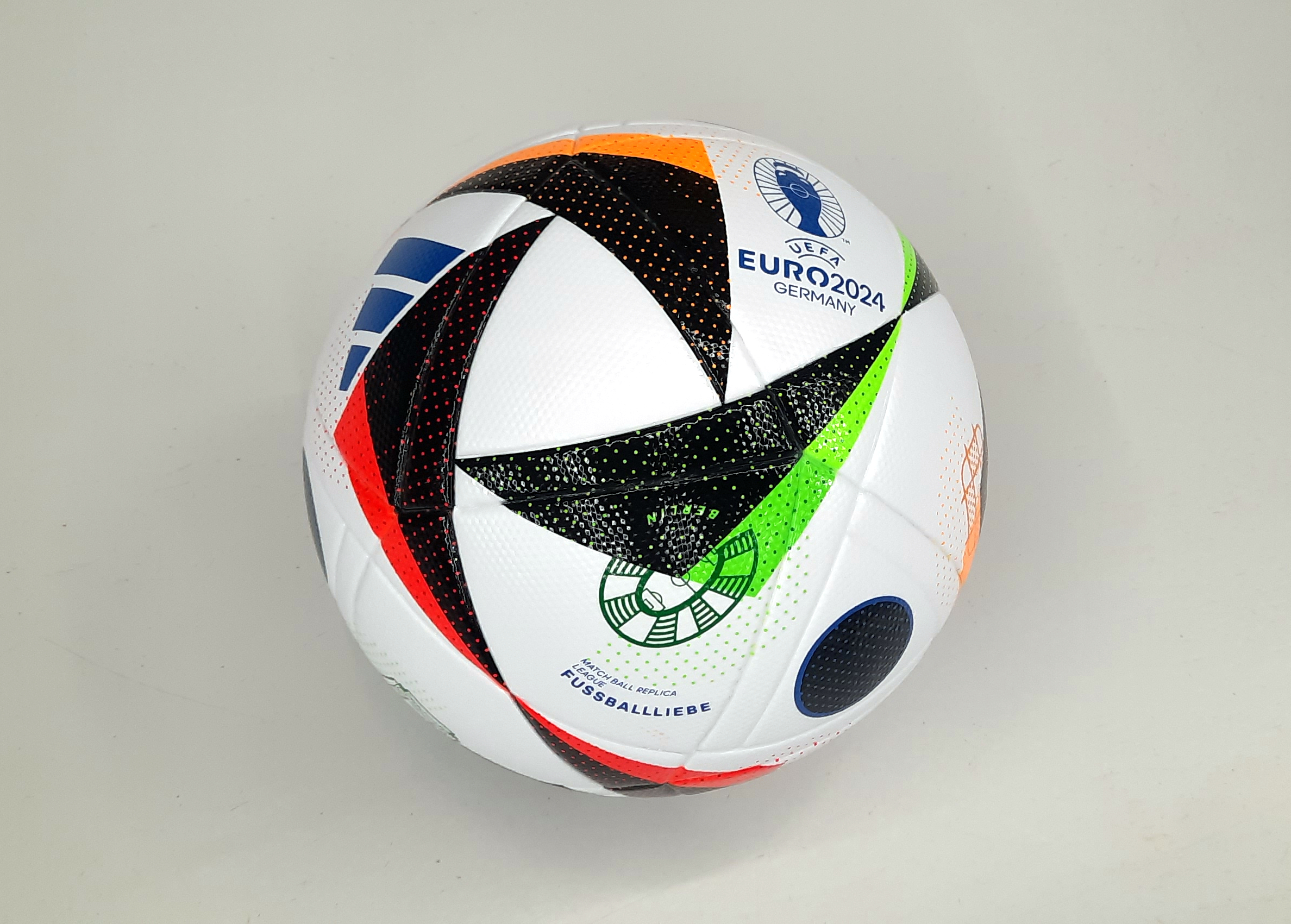
Ballon officiel de l'Euro 2024.

Le ballon officiel de la compétition est présenté le 15 novembre 2023[réf. souhaitée].
Baptisé Fussballliebe (l'amour du football en allemand), il est décoré de motifs en forme d’ailes noires aux bords colorés. Ces ailes sont mises en valeur par des points de couleur, qui symbolisent le « mouvement du ballon » et « l’énergie qui imprègne le football ».
Pour les demi-finales et la finale de la compétition, une version spécifique baptisée Fussballliebe Finale est présenté le 7 juillet 2024. Ce ballon argenté rappelle le trophée et reprend les éléments visuels du Fussballliebe avec des motifs ailés noirs mis en valeur par des contours colorés, des courbes et des points vifs qui reprennent le noir, le rouge et l'or, couleurs caractéristiques de l’Allemagne.

### Mascotte
La mascotte est présentée le 2 décembre 2023 durant le tirage au sort de la phase finale[à vérifier]. Elle se nomme Albärt, un hommage à l'image inusable du fidèle ours en peluche allemand, dont on dit qu'il est né en dans le pays au début du XXe siècle. Présent dans tous les noms proposés, « Bär » signifie ours en allemand.

## Éliminatoires

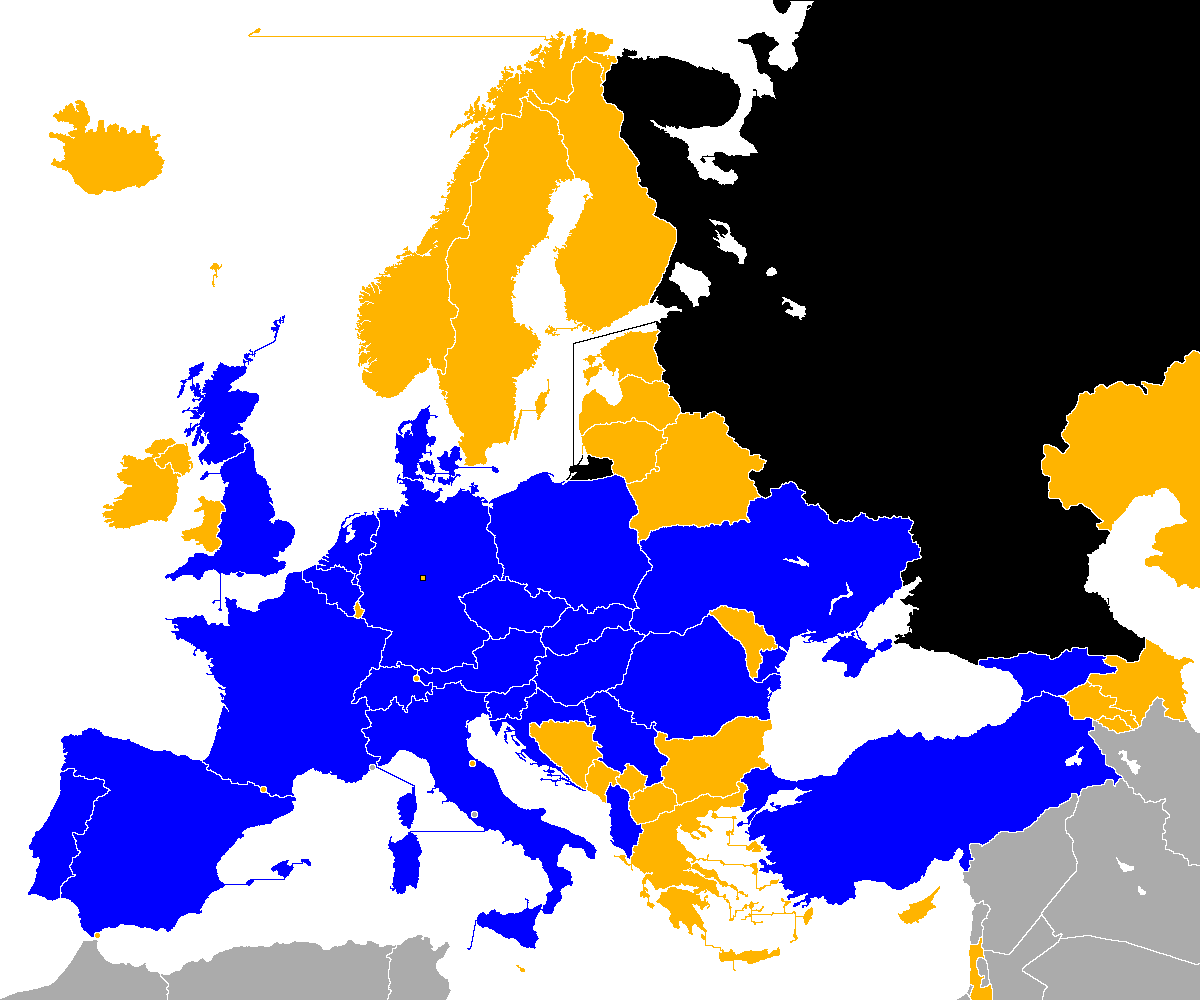
Équipes qualifiées pour l’Euro 2024
Équipes éliminées
Exclu

Le tirage au sort des éliminatoires a lieu le dimanche 9 octobre 2022 au Centre d'expositions de la Festhalle de Francfort. La phase de groupes débute le 23 mars et se conclut le 21 novembre 2023. Les barrages sont disputés en mars 2024.
53 équipes sont en lice pour 23 places qualificatives. Les équipes sont réparties en dix groupes (sept groupes comprenant cinq nations et trois comprenant six nations). À l'issue de cette phase éliminatoire principale, 20 places qualificatives sont distribuées aux vainqueurs et deuxièmes de groupe. Ceux-ci s'assurent donc directement une participation à la phase finale[à vérifier] de l'Euro. Ensuite, les douze équipes les mieux classées au classement général de la Ligue des nations 2022-2023 qui ne sont pas parvenus à se qualifier directement se voient offrir une seconde chance : ils disputent les barrages qui sont des matchs supplémentaires organisés pour attribuer les trois dernières places qualificatives.

### Résultats des éliminatoires par groupe
| Groupe   | Sélections directement qualifiées | Sélections qualifiées via les barrages | Sélections éliminées en barrages      | Sélections directement éliminées |
| -------- | --------------------------------- | -------------------------------------- | ------------------------------------- | -------------------------------- |
| Groupe A | Espagne Écosse                    | Géorgie                                |                                       | Norvège Chypre                   |
| Groupe B | France Pays-Bas                   |                                        | Grèce                                 | République d'Irlande Gibraltar   |
| Groupe C | Angleterre Italie                 | Ukraine                                |                                       | Macédoine du Nord Malte          |
| Groupe D | Turquie Croatie                   |                                        | Pays de Galles                        | Arménie Lettonie                 |
| Groupe E | Albanie Tchéquie                  | Pologne                                |                                       | Moldavie Îles Féroé              |
| Groupe F | Belgique Autriche                 |                                        | Estonie                               | Suède Azerbaïdjan                |
| Groupe G | Hongrie Serbie                    |                                        |                                       | Monténégro Lituanie Bulgarie     |
| Groupe H | Danemark Slovénie                 |                                        | Finlande Kazakhstan                   | Irlande du Nord Saint-Marin      |
| Groupe I | Roumanie Suisse                   |                                        | Israël                                | Kosovo Biélorussie Andorre       |
| Groupe J | Portugal Slovaquie                |                                        | Islande Luxembourg Bosnie-Herzégovine | Liechtenstein                    |

### Barragistes
À l'issue de la phase éliminatoire principale, 12 équipes sont repêchées et réparties en trois voies de quatre équipes pour disputer les barrages (trois places à prendre en phase finale).

## Acteurs de l'Euro

### Qualifiés
| Pays                                         | Date de qualification               | Participations au tournoi final                                                     | Meilleur résultat                   | Dernière participation (résultat obtenu) | Âge moyen de la sélection |
| -------------------------------------------- | ----------------------------------- | ----------------------------------------------------------------------------------- | ----------------------------------- | ---------------------------------------- | ------------------------- |
| Allemagne PO                                 | Qualifié d'office 27 septembre 2018 | +13, (1972, 1976, 1980, 1984, 1988, 1992, 1996, 2000, 2004, 2008, 2012, 2016, 2020) | Vainqueur (3) · (1972, 1980, 1996)  | 2020 (1/8 de finale)                     | 28,6 ans                  |
| France Groupe B - 1re place                  | 13 octobre 2023                     | +10, (1960, 1984, 1992, 1996, 2000, 2004, 2008, 2012, 2016, 2020)                   | Vainqueur (2) · (1984, 2000)        | 2020 (1/8 de finale)                     | 26,9 ans                  |
| Belgique Groupe F - 1re place                | 13 octobre 2023                     | +6, (1972, 1980, 1984, 2000, 2016, 2020)                                            | Finaliste (1) · (1980)              | 2020 (1/4 de finale)                     | 26,9 ans                  |
| Portugal Groupe J - 1re place                | 13 octobre 2023                     | +8, (1984, 1996, 2000, 2004, 2008, 2012, 2016, 2020)                                | Vainqueur (1) · (2016)              | 2020 (1/8 de finale)                     | 27 ans                    |
| Espagne Groupe A - 1re place                 | 15 octobre 2023                     | +11, (1964, 1980, 1984, 1988, 1996, 2000, 2004, 2008, 2012, 2016, 2020)             | Vainqueur (3) · (1964, 2008, 2012)  | 2020 · ( Demi-finale)                    | 27 ans                    |
| Écosse Groupe A - 2e place                   | 15 octobre 2023                     | +3, (1992, 1996, 2020)                                                              | Premier tour (3) (1992, 1996, 2020) | 2020 (Premier tour)                      | 28,3 ans                  |
| Turquie Groupe D - 1re place                 | 15 octobre 2023                     | +5, (1996, 2000, 2008, 2016, 2020)                                                  | Demi-finale (1) · (2008)            | 2020 (Premier tour)                      | 25,8 ans                  |
| Autriche Groupe F - 2e place                 | 16 octobre 2023                     | +3, (2008, 2016, 2020)                                                              | 1/8 de finale (1) (2020)            | 2020 (1/8 de finale)                     | 26,8 ans                  |
| Angleterre Groupe C - 1re place              | 17 octobre 2023                     | +10, (1968, 1980, 1988, 1992, 1996, 2000, 2004, 2012, 2016, 2020)                   | Finaliste (1) · (2020)              | 2020 · ( Finaliste)                      | 26,1 ans                  |
| Hongrie Groupe G - 1re place                 | 16 novembre 2023                    | +4, (1964, 1972, 2016, 2020)                                                        | Demi-finale (2) · (1964, 1972)      | 2020 (Premier tour)                      | 27,5 ans                  |
| Slovaquie Groupe J - 2e place                | 16 novembre 2023                    | +2, (2016, 2020)                                                                    | 1/8 de finale (1) (2016)            | 2020 (Premier tour)                      | 27,3 ans                  |
| Albanie Groupe E - 1re place                 | 17 novembre 2023                    | +1, (2016)                                                                          | Premier tour (1) (2016)             | 2016 (Premier tour)                      | 27,3 ans                  |
| Danemark Groupe H - 1re place                | 17 novembre 2023                    | +9, (1964, 1984, 1988, 1992, 1996, 2000, 2004, 2012, 2020)                          | Vainqueur (1) · (1992)              | 2020 · ( Demi-finale)                    | 27,7 ans                  |
| Suisse Groupe I - 2e place                   | 18 novembre 2023                    | +5, (1996, 2004, 2008, 2016, 2020)                                                  | 1/4 de finale (1) (2020)            | 2020 (1/4 de finale)                     | 27,7 ans                  |
| Roumanie Groupe I - 1re place                | 18 novembre 2023                    | +5, (1984, 1996, 2000, 2008, 2016)                                                  | 1/4 de finale (1) (2000)            | 2016 (Premier tour)                      | 27 ans                    |
| Pays-Bas Groupe B - 2e place                 | 18 novembre 2023                    | +10, (1976, 1980, 1988, 1992, 1996, 2000, 2004, 2008, 2012, 2020)                   | Vainqueur (1) · (1988)              | 2020 (1/8 de finale)                     | 26,3 ans                  |
| Serbie Groupe G - 2e place                   | 19 novembre 2023                    | +0, Première apparition (en tant que nation indépendante)                           | -                                   | -                                        | 27,4 ans                  |
| Italie T Groupe C - 2e place                 | 20 novembre 2023                    | +10, (1968, 1980, 1988, 1996, 2000, 2004, 2008, 2012, 2016, 2020)                   | Vainqueur (2) · (1968, 2020)        | 2020 · ( Vainqueur)                      | 26,5 ans                  |
| Tchéquie Groupe E - 2e place                 | 20 novembre 2023                    | +7, (1996, 2000, 2004, 2008, 2012, 2016, 2020)                                      | Finaliste (1) · (1996)              | 2020 (1/4 de finale)                     | 25,5 ans                  |
| Slovénie Groupe H - 2e place                 | 20 novembre 2023                    | +1, (2000)                                                                          | Premier tour (1) (2000)             | 2000 (Premier tour)                      | 27,3 ans                  |
| Croatie Groupe D - 2e place                  | 21 novembre 2023                    | +6, (1996, 2004, 2008, 2012, 2016, 2020)                                            | 1/4 de finale (2) (1996, 2008)      | 2020 (1/8 de finale)                     | 27,7 ans                  |
| Pologne Vainqueur des barrages de la Ligue A | 26 mars 2024                        | +4, (2008, 2012, 2016, 2020)                                                        | 1/4 de finale (1) (2016)            | 2020 (Premier tour)                      | 27,8 ans                  |
| Ukraine Vainqueur des barrages de la Ligue B | 26 mars 2024                        | +3, (2012, 2016, 2020)                                                              | 1/4 de finale (1) (2020)            | 2020 (1/4 de finale)                     | 26,3 ans                  |
| Géorgie Vainqueur des barrages de la Ligue C | 26 mars 2024                        | +0, Première apparition (en tant que nation indépendante)                           | -                                   | -                                        | 27,2 ans                  |

### Camps de base
Chaque équipe établit un « camp de base » sur le territoire allemand où elle s'entraîne et réside pendant toute la durée du tournoi, du 14 juin jusqu'à la fin de son parcours.
| \| Kamen Herzogenaurach Blankenhain Berlin Louisbourg Neuruppin Freudenstadt Garmisch-Partenkirchen Donaueschingen Paderborn Velbert Weiler Iserlohn Wolfsburg Hanovre Harsewinkel Wurtzbourg Augsbourg Mayence Wuppertal Stuttgart Norderstedt Barsinghausen Wiesbaden \| Localisation du camp de base de chaque équipe. |
| Kamen Herzogenaurach Blankenhain Berlin Louisbourg Neuruppin Freudenstadt Garmisch-Partenkirchen Donaueschingen Paderborn Velbert Weiler Iserlohn Wolfsburg Hanovre Harsewinkel Wurtzbourg Augsbourg Mayence Wuppertal Stuttgart Norderstedt Barsinghausen Wiesbaden                                                      |

### Non-qualifiés de l'édition 2020
Cinq nations ayant participé à l'édition 2020 ne se sont pas qualifiées pour cette édition :
- Pays de Galles : Huitièmes de finale
- Suède : Huitièmes de finale
- Finlande : 1er tour
- Macédoine du Nord : 1er tour
- Russie (exclue) : 1er tour

### Arbitres
Le 23 avril 2024, l'UEFA désigne dix-neuf arbitres centraux pour la compétition. Pour la troisième fois depuis 2020, un arbitre non européen, l'Argentin Facundo Tello, est sélectionné comme arbitre lors d'un championnat d'Europe. Il rejoindra la compétition à partir de la phase finale.
| Arbitres               | Arbitres assistants                          |
| ---------------------- | -------------------------------------------- |
| Daniel Siebert         | Jan Seidel Rafael Foltyn                     |
| Felix Zwayer           | Stefan Lupp Marco Achmüller                  |
| Michael Oliver         | Stuart Burt Dan Cook                         |
| Anthony Taylor         | Gary Beswick Adam Nunn                       |
| Facundo Tello          | Gabriel Chade Ezequiel Brailovsky            |
| Jesús Gil Manzano (en) | Diego Barbero Sevilla Ángel Nevado Rodriguez |
| François Letexier      | Cyril Mugnier Mehdi Rahmouni                 |
| Clément Turpin         | Nicolas Danos Benjamin Pages                 |
| Marco Guida (en)       | Filippo Meli Giorgio Peretti                 |
| Daniele Orsato         | Ciro Carbone Alessandro Giallatini           |
| Danny Makkelie         | Hessel Steegstra Jan de Vries                |
| Szymon Marciniak       | Tomasz Listkiewicz Adam Kupsik               |
| Artur Soares Dias      | Paulo Alexandre Santos Soares Pedro Ribeiro  |
| István Kovács          | Vasile Florin Marinescu Mihai Ovidiu Artene  |
| Ivan Kruzliak (en)     | Branislav Hancko Jan Pozor                   |
| Slavko Vinčić          | Tomaž Klančnik Andraž Kovačič                |
| Glenn Nyberg (en)      | Mahbod Beigi Andreas Söderkvist              |
| Sandro Schärer (en)    | Stéphane de Almeida Bekim Zogaj              |
| Halil Umut Meler (en)  | Mustafa Emre Eyisoy Kerem Ersoy              |

| Bastian Dankert Christian Dingert (en) Marco Fritz (en)       |
| Stuart Attwell David Coote (en)                               |
| Alejandro Hernández Hernández (en) Juan Martínez Munuera (en) |
| Jérôme Brisard Willy Delajod                                  |
| Massimiliano Irrati Paolo Valeri (en)                         |
| Rob Dieperink Pol van Boekel (en)                             |
| Bartosz Frankowski (en) Tomasz Kwiatkowski (en)               |
| Tiago Martins (en)                                            |
| Catalin Popa (en)                                             |
| Ned Kajtazovic (en)                                           |
| Fedayi San (en)                                               |
| Alper Ulusoy (en)                                             |

| Irfan Peljto (en) Senad Ibrišimbegović (en) |
| Donatas Rumsas Aleksandr Radiuš (en)        |
| Serdar Gozubuyuk (en) Johan Balder (en)     |
| Espen Eskås (en) Jan Erik Engan (en)        |
| Rade Obrenovic (en) Jure Praprotnik (en)    |
| Mykola Balakine (en) Olexandr Berkout (en)  |

- Règles de suspension :
  - Un carton rouge reçu par un joueur entraine une suspension ferme d'un match, sanction pouvant être aggravée par la commission de discipline.
  - Deux cartons jaunes reçus par un joueur au cours de deux matchs différents entraînent une suspension d'un match ferme. Les cartons jaunes sont toutefois remis à néant après les quarts de finale.

### Calendrier des rencontres
| Dates               | Dates               | 14   | 15   | 16   | 17   | 18   | 19   | 20   | 21   | 22   | 23   | 24   | 25   | 26   | 27   | 28   | 29   | 30   | 1er     | 2       | 3       | 4       | 5       | 6       | 7       | 8       | 9       | 10      | 11      | 12      | 13      | 14      |
| Dates               | Dates               | juin | juin | juin | juin | juin | juin | juin | juin | juin | juin | juin | juin | juin | juin | juin | juin | juin | juillet | juillet | juillet | juillet | juillet | juillet | juillet | juillet | juillet | juillet | juillet | juillet | juillet | juillet |
| ------------------- | ------------------- | ---- | ---- | ---- | ---- | ---- | ---- | ---- | ---- | ---- | ---- | ---- | ---- | ---- | ---- | ---- | ---- | ---- | ------- | ------- | ------- | ------- | ------- | ------- | ------- | ------- | ------- | ------- | ------- | ------- | ------- | ------- |
| Groupe A            | Groupe A            | 1    | 1    |      |      |      | 2    |      |      |      | 2    |      |      |      |      |      |      |      |         |         |         |         |         |         |         |         |         |         |         |         |         |         |
| Groupe B            | Groupe B            |      | 2    |      |      |      | 1    | 1    |      |      |      | 2    |      |      |      |      |      |      |         |         |         |         |         |         |         |         |         |         |         |         |         |         |
| Groupe C            | Groupe C            |      |      | 2    |      |      |      | 2    |      |      |      |      | 2    |      |      |      |      |      |         |         |         |         |         |         |         |         |         |         |         |         |         |         |
| Groupe D            | Groupe D            |      |      | 1    | 1    |      |      |      | 2    |      |      |      | 2    |      |      |      |      |      |         |         |         |         |         |         |         |         |         |         |         |         |         |         |
| Groupe E            | Groupe E            |      |      |      | 2    |      |      |      | 1    | 1    |      |      |      | 2    |      |      |      |      |         |         |         |         |         |         |         |         |         |         |         |         |         |         |
| Groupe F            | Groupe F            |      |      |      |      | 2    |      |      |      | 2    |      |      |      | 2    |      |      |      |      |         |         |         |         |         |         |         |         |         |         |         |         |         |         |
| Huitièmes de finale | Huitièmes de finale |      |      |      |      |      |      |      |      |      |      |      |      |      |      |      | 2    | 2    | 2       | 2       |         |         |         |         |         |         |         |         |         |         |         |         |
| Quarts de finale    | Quarts de finale    |      |      |      |      |      |      |      |      |      |      |      |      |      |      |      |      |      |         |         |         |         | 2       | 2       |         |         |         |         |         |         |         |         |
| Demi-finales        | Demi-finales        |      |      |      |      |      |      |      |      |      |      |      |      |      |      |      |      |      |         |         |         |         |         |         |         |         | 1       | 1       |         |         |         |         |
| Finale              | Finale              |      |      |      |      |      |      |      |      |      |      |      |      |      |      |      |      |      |         |         |         |         |         |         |         |         |         |         |         |         |         | 1       |

- Nombre de matchs disputés par journée

## Phase de groupes

### Tirage au sort
Le tirage au sort de la phase finale de l'Euro 2024 a lieu le 2 décembre 2023 à la Philharmonie de l'Elbe, salle de concert située à Hambourg.
Les équipes sont préalablement placées dans quatre chapeaux en fonction de leurs performances, du plus fort au plus faible. Le premier chapeau est ainsi celui des têtes de série. Au moment du tirage, les trois qualifiés issus des barrages, disputés trois mois plus tard en mars 2024, sont encore inconnus. Ces inconnus sont placés d'office dans le dernier chapeau. 
| Chapeau 1   | Chapeau 2 | Chapeau 3 | Chapeau 4        |
| ----------- | --------- | --------- | ---------------- |
| Allemagne H | Hongrie   | Pays-Bas  | Italie T         |
| Portugal    | Turquie   | Écosse    | Serbie           |
| France      | Roumanie  | Croatie   | Suisse           |
| Espagne     | Danemark  | Slovénie  | Barrage Voie A * |
| Belgique    | Albanie   | Slovaquie | Barrage Voie B * |
| Angleterre  | Autriche  | Tchéquie  | Barrage Voie C * |

Les six groupes sont formés en tirant au sort une équipe de chaque chapeau.
| Groupe A  | Groupe B  | Groupe C   |
| --------- | --------- | ---------- |
| Allemagne | Espagne   | Slovénie   |
| Écosse    | Croatie   | Danemark   |
| Hongrie   | Italie    | Serbie     |
| Suisse    | Albanie   | Angleterre |
| Groupe D  | Groupe E  | Groupe F   |
| Pologne * | Belgique  | Turquie    |
| Pays-Bas  | Slovaquie | Géorgie *  |
| Autriche  | Roumanie  | Portugal   |
| France    | Ukraine * | Tchéquie   |

### Critères de départage
En cas d'égalité de points à l'issue des trois journées, les équipes sont classées ou départagées suivant les critères, dans l'ordre :
1. Plus grand nombre de points obtenus dans les matches de groupe disputés entre les équipes concernées ;
2. Meilleure différence de buts dans les matches de groupe disputés entre les équipes concernées ;
3. Plus grand nombre de buts marqués dans les matches de groupe disputés entre les équipes concernées ;
4. Si, après l’application des critères 1, 2 et 3 plusieurs équipes sont toujours à égalité, les critères 1, 2 et 3 sont à nouveau appliqués exclusivement aux matches entre les équipes restantes. Si cette procédure ne donne pas de résultat, les critères 5 à 10 s’appliquent dans l'ordre ;
5. Meilleure différence de buts générale ;
6. Plus grand nombre de buts marqués ;
7. Plus grand nombre de victoires ;
8. Cas particulier : si deux équipes à égalité parfaite de points et de buts marqués et concédés se rencontrent lors de la dernière journée et font match nul, une séance de tirs au but en fin de match est prévue afin de les départager. Cette procédure n'est pas utilisée si plus de deux équipes ont le même nombre de points ;
9. Plus petit nombre de points disciplinaires dans tous les matches du groupe suivant le barème : 1 point pour un carton jaune, 3 points pour deux cartons jaunes menant à un carton rouge, 3 points pour un carton rouge direct, 4 points pour un carton jaune suivi d'un carton rouge direct ;
10. Position dans le classement général des qualifications européennes.

### Groupe A
| Rang | Équipe    | Pts | J | G | N | P | Bp | Bc | Diff |
| ---- | --------- | --- | - | - | - | - | -- | -- | ---- |
| 1    | Allemagne | 7   | 3 | 2 | 1 | 0 | 8  | 2  | +6   |
| 2    | Suisse    | 5   | 3 | 1 | 2 | 0 | 5  | 3  | +2   |
| 3    | Hongrie   | 3   | 3 | 1 | 0 | 2 | 2  | 5  | -3   |
| 4    | Écosse    | 1   | 3 | 0 | 1 | 2 | 2  | 7  | -5   |

- Qualifié pour les huitièmes de finale

#### 1rejournée
| Match d'ouverture        | Allemagne                                                                                                 | 5 - 1   | Écosse                       | Munich Football Arena, Munich                                                  |                                                                                |
| 14 juin 2024 21 h 0 CEST | ( Kimmich) Wirtz 10e · ( Havertz) Musiala 19e · Havertz 45+1e (pen.) · Füllkrug 68e · ( Müller) Can 90+3e | (3 - 0) | 87e (csc) Rüdiger ( McKenna) | Spectateurs : 65 052 Arbitrage : Clément Turpin Arbitre vidéo : Jérôme Brisard | Spectateurs : 65 052 Arbitrage : Clément Turpin Arbitre vidéo : Jérôme Brisard |
| 14 juin 2024 21 h 0 CEST | Andrich 31e · Tah 62e                                                                                     | Rapport | 44e Porteous · 48e Ralston   | Spectateurs : 65 052 Arbitrage : Clément Turpin Arbitre vidéo : Jérôme Brisard | Spectateurs : 65 052 Arbitrage : Clément Turpin Arbitre vidéo : Jérôme Brisard |

| Match 2                  | Hongrie                 | 1 - 3   | Suisse                                                          | Stade de Cologne, Cologne                                                     |                                                                               |
| 15 juin 2024 15 h 0 CEST | ( Szoboszlai) Varga 66e | (0 - 2) | 12e Duah ( Aebischer) · 45e Aebischer ( Freuler) · 90+3e Embolo | Spectateurs : 41 676 Arbitrage : Slavko Vinčić Arbitre vidéo : Ned Kajtazovic | Spectateurs : 41 676 Arbitrage : Slavko Vinčić Arbitre vidéo : Ned Kajtazovic |
| 15 juin 2024 15 h 0 CEST | Szalai 69e · Bolla 88e  | Rapport | 5e Widmer · 59e Freuler                                         | Spectateurs : 41 676 Arbitrage : Slavko Vinčić Arbitre vidéo : Ned Kajtazovic | Spectateurs : 41 676 Arbitrage : Slavko Vinčić Arbitre vidéo : Ned Kajtazovic |

Pour le match d'ouverture d'un Euro à domicile, l'équipe d'Allemagne s'impose très largement sur son adversaire écossais. Menant sur le score de 3 buts à 0 à la mi-temps, la Mannschaft s'impose 5-1 et lance parfaitement son tournoi. L'Écosse commence la compétition par ce que la BBC qualifie de match « cauchemardesque » : outre le score de la défaite, l'équipe perd également un défenseur central, Ryan Porteous, expulsé sur un carton rouge en fin de première mi-temps pour une faute sur le capitaine allemand İlkay Gündoğan,,.
Le lendemain, à Cologne, la Suisse domine la Hongrie : les joueurs de Murat Yakın s'imposent 3-1, avec le premier but en match international de Kwadwo Duah suivi de ceux de Michel Aebischer juste avant la mi-temps puis de Breel Embolo en fin de rencontre. Pour la presse suisse, c'est la prestation de Michel Aebischer qui est à souligner tout particulièrement : c'est la première fois qu'un joueur suisse marque un but et délivre une passe décisive au cours du même match d'un Euro,.

#### 2ejournée
| Match 13                 | Écosse                                   | 1 - 1   | Suisse                     | Stade de Cologne, Cologne                                                     |                                                                               |
| 19 juin 2024 21 h 0 CEST | ( McGregor) McTominay 13e                | (1 - 1) | 26e Shaqiri                | Spectateurs : 42 711 Arbitrage : Danny Makkelie Arbitre vidéo : Rob Dieperink | Spectateurs : 42 711 Arbitrage : Danny Makkelie Arbitre vidéo : Rob Dieperink |
| 19 juin 2024 21 h 0 CEST | McTominay 51e · McKenna 68e · McGinn 71e | Rapport | 31e Rodríguez · 86e Sierro | Spectateurs : 42 711 Arbitrage : Danny Makkelie Arbitre vidéo : Rob Dieperink | Spectateurs : 42 711 Arbitrage : Danny Makkelie Arbitre vidéo : Rob Dieperink |

| Match 14                 | Allemagne                                             | 2 - 0   | Hongrie                      | Stuttgart Arena, Stuttgart                                                                  |                                                                                             |
| 19 juin 2024 18 h 0 CEST | ( Gündoğan) Musiala 22e · ( Mittelstädt) Gündoğan 67e | (1 - 0) |                              | Spectateurs : 54 000 Arbitrage : Ivan Kruzliak (en) Arbitre vidéo : Tomasz Kwiatkowski (en) | Spectateurs : 54 000 Arbitrage : Ivan Kruzliak (en) Arbitre vidéo : Tomasz Kwiatkowski (en) |
| 19 juin 2024 18 h 0 CEST | Rüdiger 27e · Mittelstädt 89e                         | Rapport | 22e Varga · 90+3e Szoboszlai | Spectateurs : 54 000 Arbitrage : Ivan Kruzliak (en) Arbitre vidéo : Tomasz Kwiatkowski (en) | Spectateurs : 54 000 Arbitrage : Ivan Kruzliak (en) Arbitre vidéo : Tomasz Kwiatkowski (en) |

Lors de cette deuxième journée, l'Allemagne vient à bout d'une Hongrie offensive et combative qui propose un début de match difficile aux Allemands, avec notamment une grosse occasion de Roland Sallai dès la 13e seconde de jeu. La Mannschaft, forte des très bonnes prestations de son gardien Manuel Neuer et de ses deux milieux de terrain Jamal Musiala et İlkay Gündoğan, assure l'essentiel et est certaine d'accéder aux huitièmes de finale de la compétition après ce match. Les Magyars sont quant à eux en grand danger avant leur ultime rencontre contre l'Écosse puisqu'ils n'ont toujours pas récolté le moindre point,,.
Le même soir, les Écossais montrent de bien meilleures choses face aux Suisses que lors de leur premier match face aux Allemands. Ils ouvrent d'abord la marque sur leur première occasion, une erreur défensive de Fabian Schär qui dévie contre son camp une frappe de Scott McTominay au quart d'heure de jeu, puis, 13 minutes plus tard, les Suisses égalisent grâce à une superbe frappe de Xherdan Shaqiri. Les deux équipes alternent temps forts et temps faibles de manière spectaculaire sans jamais parvenir à concrétiser. Les Écossais peuvent encore rêver de la première qualification de leur histoire via la troisième place et les Suisses prennent une grosse option sur l'accès direct aux huitièmes de finale, la première place se jouant contre l'Allemagne lors de la dernière journée,,.

#### 3ejournée
| Match 25                 | Suisse                             | 1 - 1   | Allemagne              | Frankfurt Arena, Francfort-sur-le-Main                                              |                                                                                     |
| 23 juin 2024 21 h 0 CEST | ( Freuler) Ndoye 28e               | (1 - 0) | 90+2e Füllkrug ( Raum) | Spectateurs : 46 685 Arbitrage : Daniele Orsato Arbitre vidéo : Massimiliano Irrati | Spectateurs : 46 685 Arbitrage : Daniele Orsato Arbitre vidéo : Massimiliano Irrati |
| 23 juin 2024 21 h 0 CEST | Ndoye 25e · Xhaka 67e · Widmer 81e | Rapport | 38e Tah                | Spectateurs : 46 685 Arbitrage : Daniele Orsato Arbitre vidéo : Massimiliano Irrati | Spectateurs : 46 685 Arbitrage : Daniele Orsato Arbitre vidéo : Massimiliano Irrati |

| Match 26                 | Écosse        | 0 - 1   | Hongrie                                                                  | Stuttgart Arena, Stuttgart                                                                   |                                                                                              |
| 23 juin 2024 21 h 0 CEST |               | (0 - 0) | 90+10e Csoboth ( Sallai)                                                 | Spectateurs : 54 000 Arbitrage : Facundo Tello Arbitre vidéo : Alejandro Hernández Hernández | Spectateurs : 54 000 Arbitrage : Facundo Tello Arbitre vidéo : Alejandro Hernández Hernández |
| 23 juin 2024 21 h 0 CEST | McTominay 50e | Rapport | 18e Styles · 26e Orban · 44e Schäfer · 75e Kleinheisler · 90+11e Csoboth | Spectateurs : 54 000 Arbitrage : Facundo Tello Arbitre vidéo : Alejandro Hernández Hernández | Spectateurs : 54 000 Arbitrage : Facundo Tello Arbitre vidéo : Alejandro Hernández Hernández |

L'Allemagne, déjà qualifée pour la suite de la compétition, est tenue en échec par le bloc haut des Suisses à Francfort et arrache de justesse le match nul à la fin du match : la Nati ouvre d'abord le score à la demi-heure de jeu grâce à Dan Ndoye du bout du pied, et les Allemands passent ensuite le reste du match à se heurter à la défense suisse (18 tirs dont seulement trois cadrés). Le match presque terminé, la Nati croit s'emparer de la tête du groupe, mais Niclas Füllkrug arrache l'égalisation dans le temps additionnel. À l'issue du match, les deux équipes valident leur ticket pour la phase finale, et le match nul suffit à la Mannschaft pour que celle-ci garde la tête du groupe,,.
Dans le même temps, la Hongrie remporte son match dans les derniers instants grâce au but le plus tardif de la phase de groupes : il est signé Kevin Csoboth sur une passe décisive de Roland Sallai au terme d'une contre-attaque éclair, alors que la rencontre semblait pourtant se diriger vers un match nul. Hormis la victoire arrachée par les Hongrois qui éliminent l'Écosse mais qui devront attendre la fin des autres matchs pour savoir s'ils comptent parmi les meilleurs troisièmes, le match est également marqué par un incident : l'attaquant hongrois Barnabás Varga et l'arrière latéral écossais Anthony Ralston sont percutés à la 69e minute par le gardien Angus Gunn lors d'une sortie aérienne. Barnabás Varga reçoit le coude du gardien dans la tête, et, après avoir chuté, il est mis en position latérale de sécurité et est couvert d'un drap par ses coéquipiers puis est évacué sur civière,. Dans la soirée de l'incident, Roland Sallai lui dédie la victoire et la Fédération hongroise de football indique que l'attaquant a eu « plusieurs os du visage brisés » et a subi une « commotion cérébrale » mais qu'il est dans un état stable.

### Groupe B
| Rang | Équipe  | Pts | J | G | N | P | Bp | Bc | Diff |
| ---- | ------- | --- | - | - | - | - | -- | -- | ---- |
| 1    | Espagne | 9   | 3 | 3 | 0 | 0 | 5  | 0  | +5   |
| 2    | Italie  | 4   | 3 | 1 | 1 | 1 | 3  | 3  | 0    |
| 3    | Croatie | 2   | 3 | 0 | 2 | 1 | 3  | 6  | -3   |
| 4    | Albanie | 1   | 3 | 0 | 1 | 2 | 3  | 5  | -2   |

- Qualifié pour les huitièmes de finale

#### 1rejournée
| Match 3                  | Espagne                                                          | 3 - 0   | Croatie | Olympiastadion, Berlin                                                         |                                                                                |
| 15 juin 2024 18 h 0 CEST | ( Ruiz) Morata 29e · ( Pedri) Ruiz 32e · ( Yamal) Carvajal 45+2e | (3 - 0) |         | Spectateurs : 68 844 Arbitrage : Michael Oliver Arbitre vidéo : Stuart Attwell | Spectateurs : 68 844 Arbitrage : Michael Oliver Arbitre vidéo : Stuart Attwell |
| 15 juin 2024 18 h 0 CEST | Rodri 78e                                                        | Rapport |         | Spectateurs : 68 844 Arbitrage : Michael Oliver Arbitre vidéo : Stuart Attwell | Spectateurs : 68 844 Arbitrage : Michael Oliver Arbitre vidéo : Stuart Attwell |

| Match 4                  | Italie                                  | 2 - 1   | Albanie               | BVB Stadion Dortmund, Dortmund                                                |                                                                               |
| 15 juin 2024 21 h 0 CEST | ( Pellegrini) Bastoni 10e · Barella 16e | (2 - 1) | 1re Bajrami           | Spectateurs : 60 512 Arbitrage : Felix Zwayer Arbitre vidéo : Bastian Dankert | Spectateurs : 60 512 Arbitrage : Felix Zwayer Arbitre vidéo : Bastian Dankert |
| 15 juin 2024 21 h 0 CEST | Pellegrini 22e · Calafiori 51e          | Rapport | 51e Broja · 74e Hoxha | Spectateurs : 60 512 Arbitrage : Felix Zwayer Arbitre vidéo : Bastian Dankert | Spectateurs : 60 512 Arbitrage : Felix Zwayer Arbitre vidéo : Bastian Dankert |

L'Espagne entame parfaitement son tournoi avec une prestation efficace soldée par une victoire écrasante. La mauvaise performance des Croates est notamment symbolisée par le penalty manqué en deuxième mi-temps de l'attaquant Bruno Petković, qui, dans la foulée de son penalty, pense inscrire un but finalement refusé par l'arbitre assistant vidéo en raison de l'empiètement d'un coéquipier croate dans la surface de réparation lors de l'exécution du penalty,.
Plus tard le même jour, la rencontre entre l'Italie et l'Albanie est marquée par l'ouverture du score éclair de l'Albanais Nedim Bajrami, à la 22e seconde du match, profitant d'une touche ratée de Federico Dimarco. Après ce record, l'Italie parvient à rapidement revenir dans le match et, au quart d'heure de jeu, les Azzurri reprennent l'avantage. Le reste du match est maîtrisé par les Italiens, et le score ne change pas, en raison notamment d'une équipe albanaise inoffensive,.

#### 2ejournée
| Match 15                 | Croatie                                     | 2 - 2   | Albanie                                | Volksparkstadion, Hambourg                                                       |                                                                                  |
| 19 juin 2024 15 h 0 CEST | ( Budimir) Kramarić 74e · Gjasula 76e (csc) | (0 - 1) | 11e Laçi ( Asani) · 90+5e Gjasula      | Spectateurs : 46 784 Arbitrage : François Letexier Arbitre vidéo : Willy Delajod | Spectateurs : 46 784 Arbitrage : François Letexier Arbitre vidéo : Willy Delajod |
| 19 juin 2024 15 h 0 CEST | Ivušić 87e                                  | Rapport | 77e Hysaj · 90+3e Daku · 90+7e Gjasula | Spectateurs : 46 784 Arbitrage : François Letexier Arbitre vidéo : Willy Delajod | Spectateurs : 46 784 Arbitrage : François Letexier Arbitre vidéo : Willy Delajod |

| Match 16                 | Espagne                                       | 1 - 0   | Italie                         | Arena AufSchalke, Gelsenkirchen                                                    |                                                                                    |
| 20 juin 2024 21 h 0 CEST | Calafiori 55e (csc)                           | (0 - 0) |                                | Spectateurs : 49 528 Arbitrage : Slavko Vinčić Arbitre vidéo : Ned Kajtazovic (en) | Spectateurs : 49 528 Arbitrage : Slavko Vinčić Arbitre vidéo : Ned Kajtazovic (en) |
| 20 juin 2024 21 h 0 CEST | Rodri 45+1e · Le Normand 69e · Carvajal 90+6e | Rapport | 15e Donnarumma · 46e Cristante | Spectateurs : 49 528 Arbitrage : Slavko Vinčić Arbitre vidéo : Ned Kajtazovic (en) | Spectateurs : 49 528 Arbitrage : Slavko Vinčić Arbitre vidéo : Ned Kajtazovic (en) |

La deuxième journée du groupe B offre l'affrontement des deux perdants et des deux gagnants de la première journée. Du côté des perdants d'abord, à Hambourg, les Albanais ouvrent le score au bout d'une dizaine de minutes face aux Croates, grâce au milieu de terrain Qazim Laçi. Au milieu de la seconde mi-temps, la Croatie parvient à prendre les devants en marquant deux buts en l'espace de deux minutes, d'abord grâce à Andrej Kramarić puis par un but contre son camp du milieu défensif albanais Klaus Gjasula. Finalement, grâce à ce dernier, l'Albanie, coriace, arrache le match nul dans les derniers instants du temps additionnel. Après ce premier point obtenu en deux matchs et la dernière place du classement, la Vatreni est au pied du mur avant d'affronter le tenant du titre en troisième journée,.
Le lendemain soir, à Gelsenkirchen, l'Espagne affronte l'Italie dans un choc pour la tête du groupe. Le match, malgré un score final d'un but à zéro, fruit du contre son camp de l'arrière central Riccardo Calafiori, est à sens unique : la Roja, forte d'un jeu abouti, domine très largement les Azzuri (20 tirs à 4), et le gardien Gianluigi Donnarumma permet à l'Italie d'éviter une correction à de nombreuses reprises. À l'issue de cette démonstration, les Espagnols sont assurés de finir en tête de leur groupe et d'accéder aux huitièmes de finale,,,.

#### 3ejournée
| Match 27                 | Albanie                   | 0 - 1   | Espagne            | Düsseldorf Arena, Düsseldorf                                                    |                                                                                 |
| 24 juin 2024 21 h 0 CEST |                           | (0 - 1) | 13e Torres ( Olmo) | Spectateurs : 46 586 Arbitrage : Glenn Nyberg Arbitre vidéo : Christian Dingert | Spectateurs : 46 586 Arbitrage : Glenn Nyberg Arbitre vidéo : Christian Dingert |
| 24 juin 2024 21 h 0 CEST | Bajrami 67e · Berisha 89e | Rapport | 90e Vivian         | Spectateurs : 46 586 Arbitrage : Glenn Nyberg Arbitre vidéo : Christian Dingert | Spectateurs : 46 586 Arbitrage : Glenn Nyberg Arbitre vidéo : Christian Dingert |

| Match 28                 | Croatie                                                                               | 1 - 1   | Italie                          | Stade de Leipzig, Leipzig                                                     |                                                                               |
| 24 juin 2024 21 h 0 CEST | ( Budimir) Modrić 55e                                                                 | (0 - 0) | 90+8e Zaccagni ( Calafiori)     | Spectateurs : 38 322 Arbitrage : Danny Makkelie Arbitre vidéo : Rob Dieperink | Spectateurs : 38 322 Arbitrage : Danny Makkelie Arbitre vidéo : Rob Dieperink |
| 24 juin 2024 21 h 0 CEST | Sučić 24e · Modrić 60e · Ivanušec 73e · Pongračić 78e · Stanišić 82e · Brozović 90+1e | Rapport | 90+3e Calafiori · 90+6e Fagioli | Spectateurs : 38 322 Arbitrage : Danny Makkelie Arbitre vidéo : Rob Dieperink | Spectateurs : 38 322 Arbitrage : Danny Makkelie Arbitre vidéo : Rob Dieperink |

L'Espagne, qui aligne un effectif totalement remanié, fait jouer ses remplaçants, domine et bat l'Albanie un but à zéro. Le seul but du match est signé Ferran Torres sur une passe en profondeur de Dani Olmo, à la 13e minute. Les Espagnols mènent le reste du match dans la gestion : la Roja ne subit que deux situations albanaises au cours d’un match globalement pauvre en occasions. L'Espagne garde la tête du groupe, et l'Albanie est définitivement éliminée de la compétition,.
Dans le même temps entre la Croatie et l'Italie, les Croates sont dans l'obligation de remporter le match pour éviter de devoir compter sur une qualification par la troisième place. Après une première mi-temps solide et équilibrée, ils ouvrent le score au retour des vestiaires : alors que Gianluigi Donnarumma repousse le penalty frappé par Luka Modrić (obtenu sur une main de Davide Frattesi), le milieu croate inscrit un but une minute plus tard, battant au passage le record du plus vieux buteur de la compétition. Les Italiens, dos au mur, buttent ensuite à plusieurs reprises sur une défense compacte de la Vatreni. À la fin du match, ils parviennent à revenir à égalité grâce à une frappe enroulée dans la lucarne droite de Mattia Zaccagni, après une passe décisive de Riccardo Calafiori. À l'issue du match nul, l'Italie est deuxième du groupe et affrontera la Suisse en huitièmes de finale ; la Croatie, elle, devra compter sur les résultats des autres groupes pour espérer se qualifier via la troisième place,,.

### Groupe C
| Rang | Équipe     | Pts | J | G | N | P | Bp | Bc | Diff |
| ---- | ---------- | --- | - | - | - | - | -- | -- | ---- |
| 1    | Angleterre | 5   | 3 | 1 | 2 | 0 | 2  | 1  | +1   |
| 2    | Danemark   | 3   | 3 | 0 | 3 | 0 | 2  | 2  | 0    |
| 3    | Slovénie   | 3   | 3 | 0 | 3 | 0 | 2  | 2  | 0    |
| 4    | Serbie     | 2   | 3 | 0 | 2 | 1 | 1  | 2  | -1   |

Le Danemark et la Slovénie sont départagés par le fair-play : le Danemark a reçu six avertissements et la Slovénie sept (dont un pour le directeur technique Milivoje Novakovič).
- Qualifié pour les huitièmes de finale
- Qualifié au titre des meilleurs troisièmes

#### 1rejournée
| Match 5                  | Slovénie                   | 1 - 1   | Danemark            | Stuttgart Arena, Stuttgart                                                 |                                                                            |
| 16 juin 2024 18 h 0 CEST | Janža 77e                  | (0 - 1) | 17e Eriksen ( Wind) | Spectateurs : 54 000 Arbitrage : Sandro Schärer Arbitre vidéo : Fedayi San | Spectateurs : 54 000 Arbitrage : Sandro Schärer Arbitre vidéo : Fedayi San |
| 16 juin 2024 18 h 0 CEST | Stojanović 53e · Celar 84e | Rapport | 49e Hjulmand        | Spectateurs : 54 000 Arbitrage : Sandro Schärer Arbitre vidéo : Fedayi San | Spectateurs : 54 000 Arbitrage : Sandro Schärer Arbitre vidéo : Fedayi San |

| Match 6                  | Serbie                 | 0 - 1   | Angleterre             | Arena AufSchalke, Gelsenkirchen                                                     |                                                                                     |
| 16 juin 2024 21 h 0 CEST |                        | (0 - 1) | 13e Bellingham ( Saka) | Spectateurs : 48 953 Arbitrage : Daniele Orsato Arbitre vidéo : Massimiliano Irrati | Spectateurs : 48 953 Arbitrage : Daniele Orsato Arbitre vidéo : Massimiliano Irrati |
| 16 juin 2024 21 h 0 CEST | Gudelj 39e · Tadić 75e | Rapport |                        | Spectateurs : 48 953 Arbitrage : Daniele Orsato Arbitre vidéo : Massimiliano Irrati | Spectateurs : 48 953 Arbitrage : Daniele Orsato Arbitre vidéo : Massimiliano Irrati |

Trois ans après un arrêt cardiaque presque fatal, le Danois Christian Eriksen ouvre le score peu après le premier quart d'heure de jeu, mais le Slovène Erik Janža parvient finalement à répliquer dans le dernier quart d’heure en dépit d'une importante domination des rouges et blancs. Bien que le dernier match entre ces deux nations lors des éliminatoires de la compétition eut été favorable aux Danois (victoire 2-1), les Slovènes arrachent cette fois-ci un point précieux face au demi-finaliste du précédent Euro. C'est par ailleurs le premier match nul du tournoi,.
Un peu plus tard dans la soirée, à Gelsenkirchen, l'Angleterre propose une prestation sérieuse tout en contrôle en étant globalement dominateur, particulièrement en première période, face à des Serbes muets qui ne parviendront jamais à revenir au score malgré quelques occasions en seconde mi-temps. Les trois équipes de ce groupe C qui sont parvenues à inscrire au moins un but n'en ont finalement inscrit qu'un seul, c'est une première journée assez timide d'un point de vue purement comptable.

#### 2ejournée
| Match 17                 | Danemark                                   | 1 - 1   | Angleterre    | Frankfurt Arena, Francfort-sur-le-Main                                                |                                                                                       |
| 20 juin 2024 18 h 0 CEST | ( Kristiansen) Hjulmand 34e                | (1 - 1) | 18e Kane      | Spectateurs : 54 000 Arbitrage : Artur Soares Dias Arbitre vidéo : Tiago Martins (en) | Spectateurs : 54 000 Arbitrage : Artur Soares Dias Arbitre vidéo : Tiago Martins (en) |
| 20 juin 2024 18 h 0 CEST | Vestergaard 27e · Mæhle 73e · Nørgaard 87e | Rapport | 62e Gallagher | Spectateurs : 54 000 Arbitrage : Artur Soares Dias Arbitre vidéo : Tiago Martins (en) | Spectateurs : 54 000 Arbitrage : Artur Soares Dias Arbitre vidéo : Tiago Martins (en) |

| Match 18                 | Slovénie                   | 1 - 1   | Serbie                                                     | Munich Football Arena, Munich                                                      |                                                                                    |
| 20 juin 2024 15 h 0 CEST | ( Elšnik) Karničnik 69e    | (0 - 0) | 90+5e Jović ( Ilić)                                        | Spectateurs : 63 028 Arbitrage : István Kovács Arbitre vidéo : Pol van Boekel (en) | Spectateurs : 63 028 Arbitrage : István Kovács Arbitre vidéo : Pol van Boekel (en) |
| 20 juin 2024 15 h 0 CEST | Janža 87e · Vipotnik 90+4e | Rapport | 25e Mladenović · 54e Lukić · 90+2e Jović · 90+3e Gaćinović | Spectateurs : 63 028 Arbitrage : István Kovács Arbitre vidéo : Pol van Boekel (en) | Spectateurs : 63 028 Arbitrage : István Kovács Arbitre vidéo : Pol van Boekel (en) |

Malgré l'ouverture du score du meilleur buteur du championnat allemand Harry Kane en première mi-temps, les Anglais s'éteignent rapidement et se font rattraper au score grâce à une frappe du Danois Morten Hjulmand peu après la demi-heure de jeu. Le reste du match est accroché et aucune des deux équipes ne parvient à arracher la victoire, l'Angleterre laissant le même sentiment de déception que lors de la première journée, en manquant cette fois-ci une bonne occasion de valider sa qualification pour les huitièmes de finale. Les Danois, eux, peuvent toujours croire en la qualification,,.
Plus tôt dans la journée, les Slovènes et les Serbes se quittent sur le même score, mais, à l'inverse du match précédent, celui-ci se décide dans les vingt dernières minutes : alors que la Slovénie ouvre le score grâce à Žan Karničnik à la 69e minute d'un match âpre et équilibré, la Serbie parvient à arracher le match nul dans les derniers instants du match par à une tête de Luka Jović sur un corner d'Ivan Ilić. Les Slovènes concèdent donc leur deuxième match nul et les Serbes, derniers, doivent absolument éviter la défaite contre le Danemark lors de la prochaine journée pour espérer se qualifier, alors que dans le même temps, la fédération serbe de football menace de retirer son équipe de la compétition en raison de tensions avec des supporters albanais,.

#### 3ejournée
| Match 29                 | Angleterre                           | 0 - 0   | Slovénie              | Stade de Cologne, Cologne                                                      |                                                                                |
| 25 juin 2024 21 h 0 CEST |                                      | (0 - 0) |                       | Spectateurs : 41 536 Arbitrage : Clément Turpin Arbitre vidéo : Jérôme Brisard | Spectateurs : 41 536 Arbitrage : Clément Turpin Arbitre vidéo : Jérôme Brisard |
| 25 juin 2024 21 h 0 CEST | Trippier 17e · Guéhi 68e · Foden 77e | Rapport | 22e Janža · 72e Bijol | Spectateurs : 41 536 Arbitrage : Clément Turpin Arbitre vidéo : Jérôme Brisard | Spectateurs : 41 536 Arbitrage : Clément Turpin Arbitre vidéo : Jérôme Brisard |

| Match 30                 | Danemark                | 0 - 0   | Serbie                       | Munich Football Arena, Munich                                                      |                                                                                    |
| 25 juin 2024 21 h 0 CEST |                         | (0 - 0) |                              | Spectateurs : 64 288 Arbitrage : François Letexier Arbitre vidéo : Bastian Dankert | Spectateurs : 64 288 Arbitrage : François Letexier Arbitre vidéo : Bastian Dankert |
| 25 juin 2024 21 h 0 CEST | Wind 27e · Hjulmand 30e | Rapport | 4e Milenković · 83e Mitrović | Spectateurs : 64 288 Arbitrage : François Letexier Arbitre vidéo : Bastian Dankert | Spectateurs : 64 288 Arbitrage : François Letexier Arbitre vidéo : Bastian Dankert |

L'Angleterre, dont la qualification est déjà assurée, conclut sa phase de groupe à la première place au terme d'un match nul et vierge largement qualifié d'ennuyeux. Malgré le score, les Three Lions dominent la Slovénie sans jamais parvenir à concrétiser, faute de trop peu d'occasions franches et en dépit d'un but inscrit par Bukayo Saka finalement refusé pour hors-jeu à la 20e minute. Le résultat permet également aux Slovènes d'obtenir la première qualification de leur histoire pour la phase finale via la troisième place,,.
Réciproquement, le Danemark domine une Serbie inoffensive mais les deux équipes se quittent sur le même score que les Anglais et les Slovènes, au bout d'un match bridé et frustrant. Le résultat permet aux Danois de décrocher la deuxième place du groupe en raison d'un meilleur classement pendant les éliminatoires. La Serbie, elle, est éliminée de la compétition avec aucune victoire en trois matchs,.

### Groupe D
| Rang | Équipe   | Pts | J | G | N | P | Bp | Bc | Diff |
| ---- | -------- | --- | - | - | - | - | -- | -- | ---- |
| 1    | Autriche | 6   | 3 | 2 | 0 | 1 | 6  | 4  | +2   |
| 2    | France   | 5   | 3 | 1 | 2 | 0 | 2  | 1  | +1   |
| 3    | Pays-Bas | 4   | 3 | 1 | 1 | 1 | 4  | 4  | 0    |
| 4    | Pologne  | 1   | 3 | 0 | 1 | 2 | 3  | 6  | -3   |

- Qualifié pour les huitièmes de finale
- Qualifié au titre des meilleurs troisièmes

#### 1rejournée
| Match 7                  | Pologne                | 1 - 2   | Pays-Bas                               | Volksparkstadion, Hambourg                                                            |                                                                                       |
| 16 juin 2024 15 h 0 CEST | ( Zieliński) Buksa 16e | (1 - 1) | 29e Gakpo ( Aké) · 83e Weghorst ( Aké) | Spectateurs : 48 117 Arbitrage : Artur Soares Dias Arbitre vidéo : Tiago Martins (en) | Spectateurs : 48 117 Arbitrage : Artur Soares Dias Arbitre vidéo : Tiago Martins (en) |
| 16 juin 2024 15 h 0 CEST |                        | Rapport | 15e Veerman                            | Spectateurs : 48 117 Arbitrage : Artur Soares Dias Arbitre vidéo : Tiago Martins (en) | Spectateurs : 48 117 Arbitrage : Artur Soares Dias Arbitre vidéo : Tiago Martins (en) |

| Match 8                  | Autriche                                                           | 0 - 1   | France                    | Düsseldorf Arena, Düsseldorf                                                                       | |
| 17 juin 2024 21 h 0 CEST |                                                                    | (0 - 1) | 38e (csc) Wöber ( Mbappé) | Spectateurs : 46 425 Arbitrage : Jesús Gil Manzano (en) Arbitre vidéo : Juan Martínez Munuera (en) | Spectateurs : 46 425 Arbitrage : Jesús Gil Manzano (en) Arbitre vidéo : Juan Martínez Munuera (en) |
| 17 juin 2024 21 h 0 CEST | Wöber 16e · Mwene 34e · Baumgartner 80e · Laimer 84e · Danso 90+3e | Rapport | 56e Dembélé · 90e Mbappé  | Spectateurs : 46 425 Arbitrage : Jesús Gil Manzano (en) Arbitre vidéo : Juan Martínez Munuera (en) | Spectateurs : 46 425 Arbitrage : Jesús Gil Manzano (en) Arbitre vidéo : Juan Martínez Munuera (en) |

Alors que les Pays-Bas et la Pologne ont chacun inscrit un but en première période (Adam Buksa d'une tête pour les Polonais à la 16e minute puis Cody Gakpo d'une frappe détournée par un défenseur pour les Bataves à la 29e minute) et que le match semble vouloir se diriger vers un match nul malgré la domination des Néerlandais, les Oranje trouvent finalement la solution et arrachent les trois points grâce à Wout Weghorst, à 7 minutes de la fin du temps réglementaire d'un match difficile et accroché,,.
Le lendemain soir à Düsseldorf, les Français battent péniblement une équipe d'Autriche agressive (18 fautes et 5 cartons jaunes) un but à zéro, grâce à une tête contre son camp du défenseur viennois Maximilian Wöber après un centre en retrait de Kylian Mbappé, quelques minutes avant la mi-temps. Outre les trois points, le match de la France se solde cependant par les blessures d'Antoine Griezmann, touché au front après avoir cogné un panneau publicitaire le long de la ligne de touche sur une poussette de Wöber ; et de Kylian Mbappé, touché au nez après un contact aérien avec Kevin Danso en fin de match,.

#### 2ejournée
| Match 19                 | Pologne                                                | 1 - 3   | Autriche                                                               | Olympiastadion, Berlin                                                                   |                                                                                          |
| 21 juin 2024 18 h 0 CEST | Piątek 30e                                             | (1 - 1) | 9e Trauner ( Mwene) · 66e Baumgartner ( Prass) · 78e (pen.) Arnautović | Spectateurs : 69 455 Arbitrage : Halil Umut Meler (en) Arbitre vidéo : Paolo Valeri (en) | Spectateurs : 69 455 Arbitrage : Halil Umut Meler (en) Arbitre vidéo : Paolo Valeri (en) |
| 21 juin 2024 18 h 0 CEST | Slisz 53e · Moder 62e · Lewandowski 64e · Szczęsny 77e | Rapport | 56e Wimmer · 70e Arnautović                                            | Spectateurs : 69 455 Arbitrage : Halil Umut Meler (en) Arbitre vidéo : Paolo Valeri (en) | Spectateurs : 69 455 Arbitrage : Halil Umut Meler (en) Arbitre vidéo : Paolo Valeri (en) |

| Match 20                 | Pays-Bas     | 0 - 0   | France | Stade de Leipzig, Leipzig                                                      |                                                                                |
| 21 juin 2024 21 h 0 CEST |              | (0 - 0) |        | Spectateurs : 38 531 Arbitrage : Anthony Taylor Arbitre vidéo : Stuart Attwell | Spectateurs : 38 531 Arbitrage : Anthony Taylor Arbitre vidéo : Stuart Attwell |
| 21 juin 2024 21 h 0 CEST | Schouten 31e | Rapport |        | Spectateurs : 38 531 Arbitrage : Anthony Taylor Arbitre vidéo : Stuart Attwell | Spectateurs : 38 531 Arbitrage : Anthony Taylor Arbitre vidéo : Stuart Attwell |

Le match opposant la Pologne à l'Autriche voit s'affronter les deux perdants de la première journée. Les Autrichiens entament très bien la rencontre en ouvrant le score tôt grâce à une tête de l'arrière central Gernot Trauner, mais, une vingtaine de minutes plus tard, la Pologne revient à égalité grâce à Krzysztof Piątek. Malgré un match équilibré et l'entrée de l'attaquant star Robert Lewandowski à trente minutes de la fin du match, les Autrichiens passent devant à la 66e avec Christoph Baumgartner, puis enfoncent le clou à la 78e grâce à Marko Arnautović sur penalty,.
Le soir même, la France domine des Pays-Bas solides défensivement dans un match très ouvert. Affaiblis et désorganisés par l'absence de Kylian Mbappé blessé au nez au match précédent, les Bleus ne parviennent cependant pas à concrétiser leurs occasions, notamment celles d'Antoine Griezmann et d'Adrien Rabiot. Le match est également marqué, à la 69e minute, par le but de Xavi Simons finalement refusé pour hors-jeu en raison de la position de Denzel Dumfries qui empêche le gardien français Mike Maignan de plonger. Cette décision arbitrale est relativement critiquée, notamment par le sélectionneur néerlandais Ronald Koeman. Ce résultat nul et vierge, le premier de la compétition, a comme double conséquence de ne pas assurer la qualification aux Français (ce qui aurait été le cas avec une victoire) mais également d'éliminer définitivement la Pologne, la première nation de la compétition dans cette situation,,,,.

#### 3ejournée
| Match 31                 | Pays-Bas                                    | 2 - 3   | Autriche                                                                         | Olympiastadion, Berlin                                                     |                                                                            |
| 25 juin 2024 18 h 0 CEST | ( Simons) Gakpo 47e · ( Weghorst) Depay 75e | (0 - 1) | 6e (csc) Malen ( Prass) · 59e Schmid ( Grillitsch) · 80e Sabitzer ( Baumgartner) | Spectateurs : 68 363 Arbitrage : Ivan Kružliak Arbitre vidéo : Marco Fritz | Spectateurs : 68 363 Arbitrage : Ivan Kružliak Arbitre vidéo : Marco Fritz |
| 25 juin 2024 18 h 0 CEST |                                             | Rapport | 32e Posch · 33e Wimmer · 90+4e Querfeld                                          | Spectateurs : 68 363 Arbitrage : Ivan Kružliak Arbitre vidéo : Marco Fritz | Spectateurs : 68 363 Arbitrage : Ivan Kružliak Arbitre vidéo : Marco Fritz |

| Match 32                 | France            | 1 - 1   | Pologne                                         | BVB Stadion Dortmund, Dortmund                                                   |                                                                                  |
| 25 juin 2024 18 h 0 CEST | Mbappé 56e (pen.) | (0 - 0) | 79e (pen.) Lewandowski                          | Spectateurs : 59 728 Arbitrage : Marco Guida Arbitre vidéo : Massimiliano Irrati | Spectateurs : 59 728 Arbitrage : Marco Guida Arbitre vidéo : Massimiliano Irrati |
| 25 juin 2024 18 h 0 CEST | Rabiot 43e        | Rapport | 24e Zalewski · 89e Dawidowicz · 90+2e Świderski | Spectateurs : 59 728 Arbitrage : Marco Guida Arbitre vidéo : Massimiliano Irrati | Spectateurs : 59 728 Arbitrage : Marco Guida Arbitre vidéo : Massimiliano Irrati |

Après avoir été à égalité à deux reprises, l'Autriche, qui pouvait se contenter d'un nul pour assurer sa qualification, s'impose au bout du suspens face aux Pays-Bas : les Autrichiens prennent d'abord les devants tôt dans le match grâce à un but contre son camp de l'attaquant Donyell Malen, et le reste de la première mi-temps est accroché. Au retour des vestiaires, les Oranje reviennent à égalité grâce à Cody Gakpo d'une frappe enroulée à la 47e, puis, à la 59e, Romano Schmid est crédité du but qui permet aux Autrichiens de repasser devant, bien que dévié par Stefan de Vrij dans sa propre cage. Un quart d'heure après, Memphis Depay égalise à nouveau à la 75e et cinq minutes plus tard, c'est Marcel Sabitzer qui crucifie finalement les Pays-Bas et permet à l'Autriche d'empocher les trois points. Au terme de ce match à rebondissement, les Autrichiens profitent de la contre-performance des Français et passent premiers du groupe, ils affronteront la Turquie dans le cadre du deuxième huitième de finale de l'Euro de leur histoire. Les Néerlandais, eux, font partie des quatre meilleurs troisièmes et affronteront la Roumanie,,.
Cette troisième journée voit aussi la France, qualifiée lors de la journée journée précédente, affronter des Polonais déjà éliminés mais combatifs. Après avoir butté à plusieurs reprises sur le gardien polonais Łukasz Skorupski, Kylian Mbappé ouvre le score à la 56e minute grâce à un penalty obtenu après une faute sur Ousmane Dembélé. Les Polonais reviennent ensuite à égalité grâce à Robert Lewandowski à la 79e minute sur un autre penalty tiré en deux fois, après un premier arrêt illicite de Mike Maignan dont les pieds n'étaient plus sur la ligne. Tenus en échec, le score en reste là, les Français finissent donc deuxième du groupe et manquent la première place en ne s'imposant pas au terme d'une nouvelle performance inquiétante. Ils affronteront la Belgique en huitièmes de finale et rejoignent la partie de tableau où sont déjà présents plusieurs favoris de la compétition : le Portugal, l’Allemagne et l’Espagne,,.

### Groupe E
| Rang | Équipe    | Pts | J | G | N | P | Bp | Bc | Diff |
| ---- | --------- | --- | - | - | - | - | -- | -- | ---- |
| 1    | Roumanie  | 4   | 3 | 1 | 1 | 1 | 4  | 3  | +1   |
| 2    | Belgique  | 4   | 3 | 1 | 1 | 1 | 2  | 1  | +1   |
| 3    | Slovaquie | 4   | 3 | 1 | 1 | 1 | 3  | 3  | 0    |
| 4    | Ukraine   | 4   | 3 | 1 | 1 | 1 | 2  | 4  | -2   |

- Qualifié pour les huitièmes de finale
- Qualifié au titre des meilleurs troisièmes

#### 1rejournée
| Match 9                  | Belgique                                    | 0 - 1   | Slovaquie           | Frankfurt Arena, Francfort-sur-le-Main                                                 |                                                                                        |
| 17 juin 2024 18 h 0 CEST |                                             | (0 - 1) | 7e Schranz ( Kucka) | Spectateurs : 45 181 Arbitrage : Halil Umut Meler (en) Arbitre vidéo : Bastian Dankert | Spectateurs : 45 181 Arbitrage : Halil Umut Meler (en) Arbitre vidéo : Bastian Dankert |
| 17 juin 2024 18 h 0 CEST | Mangala 30e · Tielemans 76e · Lukebakio 85e | Rapport | 41e Schranz         | Spectateurs : 45 181 Arbitrage : Halil Umut Meler (en) Arbitre vidéo : Bastian Dankert | Spectateurs : 45 181 Arbitrage : Halil Umut Meler (en) Arbitre vidéo : Bastian Dankert |

| Match 10                 | Roumanie                                              | 3 - 0   | Ukraine      | Munich Football Arena, Munich                                                    |                                                                                  |
| 17 juin 2024 15 h 0 CEST | ( Man) Stanciu 29e · R. Marin 53e · ( Man) Drăguș 57e | (1 - 0) |              | Spectateurs : 61 591 Arbitrage : Glenn Nyberg (en) Arbitre vidéo : Rob Dieperink | Spectateurs : 61 591 Arbitrage : Glenn Nyberg (en) Arbitre vidéo : Rob Dieperink |
| 17 juin 2024 15 h 0 CEST | R. Marin 79e                                          | Rapport | 67e Konoplia | Spectateurs : 61 591 Arbitrage : Glenn Nyberg (en) Arbitre vidéo : Rob Dieperink | Spectateurs : 61 591 Arbitrage : Glenn Nyberg (en) Arbitre vidéo : Rob Dieperink |

À Munich, la sélection roumaine commence fort sa compétition et inflige une nette correction à l'Ukraine, qui avait pourtant bien commencé son match : la Zbirna domine la première demi-heure de jeu, jusqu'à l'ouverture du score surprise du milieu offensif roumain Nicolae Stanciu. Au retour des vestiaires, la Roumanie scelle définitivement sa victoire par deux buts en l'espace de quatre minutes (Răzvan Marin à la 53e puis Denis Drăguș à la 57e) et les Ukrainiens, impuissants, ne reviennent jamais au score,.
Après la victoire des Roumains, les Slovaques surprennent les outsiders belges à Francfort, un peu plus tard dans la journée : Ivan Schranz ouvre le score tôt dans le match, profitant d'une erreur de Jérémy Doku. Les quart-de-finalistes de l'édition précédente ne parviennent pas à revenir dans le match et l'avant-centre Romelu Lukaku inscrit même deux buts refusés (le premier pour hors-jeu à la 56e, le second pour une faute de main de Loïs Openda à la 86e),,.

#### 2ejournée
| Match 21                 | Slovaquie               | 1 - 2   | Ukraine                                                      | Düsseldorf Arena, Düsseldorf                                                    |                                                                                 |
| 21 juin 2024 15 h 0 CEST | ( Haraslín) Schranz 17e | (1 - 0) | 54e Chaparenko ( Zintchenko) · 80e Iaremtchouk ( Chaparenko) | Spectateurs : 43 910 Arbitrage : Michael Oliver Arbitre vidéo : Bastian Dankert | Spectateurs : 43 910 Arbitrage : Michael Oliver Arbitre vidéo : Bastian Dankert |
| 21 juin 2024 15 h 0 CEST |                         | Rapport | 84e Iaremtchouk                                              | Spectateurs : 43 910 Arbitrage : Michael Oliver Arbitre vidéo : Bastian Dankert | Spectateurs : 43 910 Arbitrage : Michael Oliver Arbitre vidéo : Bastian Dankert |

| Match 22                 | Belgique                                           | 2 - 0   | Roumanie                 | Stade de Cologne, Cologne                                                                 |                                                                                           |
| 22 juin 2024 21 h 0 CEST | ( Lukaku) Tielemans 2e · ( Casteels) De Bruyne 80e | (1 - 0) |                          | Spectateurs : 42 535 Arbitrage : Szymon Marciniak Arbitre vidéo : Tomasz Kwiatkowski (de) | Spectateurs : 42 535 Arbitrage : Szymon Marciniak Arbitre vidéo : Tomasz Kwiatkowski (de) |
| 22 juin 2024 21 h 0 CEST | Lukebakio 35e                                      | Rapport | 60e Bancu · 65e M. Marin | Spectateurs : 42 535 Arbitrage : Szymon Marciniak Arbitre vidéo : Tomasz Kwiatkowski (de) | Spectateurs : 42 535 Arbitrage : Szymon Marciniak Arbitre vidéo : Tomasz Kwiatkowski (de) |

Corrigés 3-0 lors de la première journée, les Ukrainiens parviennent cette fois à se relancer face aux Slovaques : malgré la domination des Sokoli qui permet l'ouverture du score d'Ivan Schranz d'une tête piquée en première mi-temps, la Zbirna, libérée, prend ensuite l'ascendant, et au terme de plusieurs occasions, elle parvient logiquement à renverser le match lors du second acte grâce à Mykola Chaparenko d'abord, puis à Roman Iaremtchouk ensuite. Le président ukrainien Volodymyr Zelensky salue la victoire,,,.
À Cologne, les Belges se relancent face à la Roumanie : après l'ouverture du score de Youri Tielemans dès la première offensive, les Roumains tentent à plusieurs reprises de revenir dans le match, sans succès. Les Diables Rouges dominent globalement le match (Romelu Lukaku se voit d'ailleurs refuser un troisième but dans la compétition) et les Belges parviennent à faire le break à la 80e minute grâce à Kévin De Bruyne, qui ouvre son compteur. À l'issue des deux matchs de ce groupe, les quatre équipes sont à trois points, le classement reste donc totalement ouvert avant la troisième et dernière journée,.

#### 3ejournée
| Match 33                 | Slovaquie         | 1 - 1   | Roumanie                               | Frankfurt Arena, Francfort-sur-le-Main                                          |                                                                                 |
| 26 juin 2024 18 h 0 CEST | ( Kucka) Duda 24e | (1 - 1) | 37e (pen.) R. Marin                    | Spectateurs : 54 000 Arbitrage : Daniel Siebert Arbitre vidéo : Bastian Dankert | Spectateurs : 54 000 Arbitrage : Daniel Siebert Arbitre vidéo : Bastian Dankert |
| 26 juin 2024 18 h 0 CEST | Duda 90+1e        | Rapport | 45+1e Burcă · 45+4e Bancu · 88e Pușcaș | Spectateurs : 54 000 Arbitrage : Daniel Siebert Arbitre vidéo : Bastian Dankert | Spectateurs : 54 000 Arbitrage : Daniel Siebert Arbitre vidéo : Bastian Dankert |

| Match 34                 | Ukraine    | 0 - 0   | Belgique | Stuttgart Arena, Stuttgart                                                     |                                                                                |
| 26 juin 2024 18 h 0 CEST |            | (0 - 0) |          | Spectateurs : 54 000 Arbitrage : Anthony Taylor Arbitre vidéo : Stuart Attwell | Spectateurs : 54 000 Arbitrage : Anthony Taylor Arbitre vidéo : Stuart Attwell |
| 26 juin 2024 18 h 0 CEST | Dovbyk 69e | Rapport | 43e Faes | Spectateurs : 54 000 Arbitrage : Anthony Taylor Arbitre vidéo : Stuart Attwell | Spectateurs : 54 000 Arbitrage : Anthony Taylor Arbitre vidéo : Stuart Attwell |

Les Slovaques et les Roumains font match nul à Francfort, avec d'abord l'ouverture du score d'Ondrej Duda à la 24e minute puis l'égalisation de Răzvan Marin à la 37e minute, sur un penalty obtenu par Ianis Hagi. Ce résultat nul arrange les deux nations (le point gagné les qualifie toutes les deux pour les huitièmes de finale), au point que des rumeurs de « match arrangé » émergent après le match. Ces rumeurs sont immédiatement démenties par le sélectionneur roumain Edward Iordănescu,,.
Dans le même temps, Ukrainiens et Belges font également match nul mais sur un score vierge, au terme d'un match soporifique assez fermé. Les Belges ne parviennent pas à trouver la faille malgré plusieurs tentatives de Romelu Lukaku, Kevin De Bruyne et Jérémy Doku. Ils finissent donc deuxième du groupe et affronteront la France en huitième de finale, tandis que l'Ukraine, dernière, est définitivement éliminée,.
C'est la première fois dans l'histoire de l'Euro que toutes les équipes d'un groupe terminent à égalité de points. Ce précédent est arrivé seulement 7 fois dans les phases finales d'une compétition internationale. Une fois en Coupe d'Asie (1972), une fois en Coupe du Monde (1994), deux fois à la CAN (1996 et 2000) et trois fois en Gold Cup (2000, 2002 et 2003)

### Groupe F
| Rang | Équipe   | Pts | J | G | N | P | Bp | Bc | Diff |
| ---- | -------- | --- | - | - | - | - | -- | -- | ---- |
| 1    | Portugal | 6   | 3 | 2 | 0 | 1 | 5  | 3  | +2   |
| 2    | Turquie  | 6   | 3 | 2 | 0 | 1 | 5  | 5  | 0    |
| 3    | Géorgie  | 4   | 3 | 1 | 1 | 1 | 4  | 4  | 0    |
| 4    | Tchéquie | 1   | 3 | 0 | 1 | 2 | 3  | 5  | -2   |

- Qualifié pour les huitièmes de finale
- Qualifié au titre des meilleurs troisièmes

#### 1rejournée
| Match 11                 | Turquie                                            | 3 - 1   | Géorgie                         | BVB Stadion Dortmund, Dortmund                                                                    |                                                                                                   |
| 18 juin 2024 18 h 0 CEST | Müldür 25e · ( Ayhan) Güler 65e · Aktürkoğlu 90+7e | (1 - 1) | 32e Mikautadze ( Kochorashvili) | Spectateurs : 59 127 Arbitrage : Facundo Tello Arbitre vidéo : Alejandro Hernández Hernández (en) | Spectateurs : 59 127 Arbitrage : Facundo Tello Arbitre vidéo : Alejandro Hernández Hernández (en) |
| 18 juin 2024 18 h 0 CEST | Bardakcı 35e · Çalhanoğlu 89e                      | Rapport | 55e Kvirkvelia                  | Spectateurs : 59 127 Arbitrage : Facundo Tello Arbitre vidéo : Alejandro Hernández Hernández (en) | Spectateurs : 59 127 Arbitrage : Facundo Tello Arbitre vidéo : Alejandro Hernández Hernández (en) |

| Match 12                 | Portugal                           | 2 - 1   | Tchéquie             | Stade de Leipzig, Leipzig                                                             |                                                                                       |
| 18 juin 2024 21 h 0 CEST | Hranáč 69e (csc) · Conceição 90+2e | (0 - 0) | 62e Provod ( Coufal) | Spectateurs : 38 421 Arbitrage : Marco Guida (en) Arbitre vidéo : Massimiliano Irrati | Spectateurs : 38 421 Arbitrage : Marco Guida (en) Arbitre vidéo : Massimiliano Irrati |
| 18 juin 2024 21 h 0 CEST | Leão 39e · Conceição 90+3e         | Rapport | 57e Schick           | Spectateurs : 38 421 Arbitrage : Marco Guida (en) Arbitre vidéo : Massimiliano Irrati | Spectateurs : 38 421 Arbitrage : Marco Guida (en) Arbitre vidéo : Massimiliano Irrati |

À Dortmund, la Turquie bat son voisin géorgien sous des pluies diluviennes dans un match rythmé et débridé. L'ouverture du score turque est l'œuvre du défenseur Mert Müldür, qui offre une puissante volée de l'extérieur de la surface, but déjà qualifié de l'un des plus beaux de la compétition. Georges Mikautadze égalise quelques minutes plus tard pour la Géorgie, puis l'offensif du Real Madrid Arda Güler permet aux Turcs de repasser devant peu après l'heure de jeu, avec une frappe des 20 mètres enroulée en lucarne également vantée par les médias. C'est finalement l'ailier Kerem Aktürkoğlu qui entérine la victoire des siens à la dernière seconde du match et permet à la Turquie de prendre la tête du groupe. Cette victoire des Turcs constitue déjà une meilleure performance que celle de l'édition précédente où ils n'avaient pas gagné un seul match lors de la phase de groupes. Les Géorgiens, quant à eux, ont souvent manqué de réalisme et de réussite à la finition, malgré la bonne performance de Mikautadze,.
Quelques heures plus tard à Leipzig, à nouveau partiellement sous la pluie, le Portugal, l'un des favoris de la compétition, se fait peur face à la Tchéquie : alors que les Portugais dominent sans parvenir à concrétiser, c'est le Tchèque Lukáš Provod qui ouvre le score à l'heure de jeu. L'espoir est cependant assez bref puisque 7 minutes plus tard une erreur du défenseur Robin Hranáč permet aux Portugais de revenir à un but partout. Dans les derniers instants du match, l'ailier Francisco Conceição libère son équipe et arrache une victoire aux forceps avec un but à bout portant. Ce match marque également quelques records : Cristiano Ronaldo devient le premier joueur à prendre part à six éditions de l'Euro et Pepe, à 41 ans, est le joueur le plus âgé de la compétition.

#### 2ejournée
| Match 23                 | Turquie                                | 0 - 3   | Portugal                                                 | BVB Stadion Dortmund, Dortmund                                                |                                                                               |
| 22 juin 2024 18 h 0 CEST |                                        | (0 - 2) | 21e Silva · 28e (csc) Akaydin · 56e Fernandes ( Ronaldo) | Spectateurs : 61 047 Arbitrage : Felix Zwayer Arbitre vidéo : Bastian Dankert | Spectateurs : 61 047 Arbitrage : Felix Zwayer Arbitre vidéo : Bastian Dankert |
| 22 juin 2024 18 h 0 CEST | Bardakcı 25e · Akaydin 42e · Çelik 42e | Rapport | 39e Leão · 45e Palhinha                                  | Spectateurs : 61 047 Arbitrage : Felix Zwayer Arbitre vidéo : Bastian Dankert | Spectateurs : 61 047 Arbitrage : Felix Zwayer Arbitre vidéo : Bastian Dankert |

| Match 24                 | Géorgie                                                               | 1 - 1   | Tchéquie                                                       | Volksparkstadion, Hambourg                                                       |                                                                                  |
| 22 juin 2024 15 h 0 CEST | Mikautadze 45+4e (pen.)                                               | (1 - 0) | 59e Schick ( Lingr)                                            | Spectateurs : 46 524 Arbitrage : Daniel Siebert Arbitre vidéo : Marco Fritz (en) | Spectateurs : 46 524 Arbitrage : Daniel Siebert Arbitre vidéo : Marco Fritz (en) |
| 22 juin 2024 15 h 0 CEST | Kashia 36e · Gvelesiani 82e · Mekvabishvili 83e · Kochorashvili 90+5e | Rapport | 18e Coufal · 40e Provod · 47e Jurásek · 53e Holeš · 81e Souček | Spectateurs : 46 524 Arbitrage : Daniel Siebert Arbitre vidéo : Marco Fritz (en) | Spectateurs : 46 524 Arbitrage : Daniel Siebert Arbitre vidéo : Marco Fritz (en) |

Lors de cette deuxième journée, les Portugais parviennent sans difficulté à battre des Turcs qui ne les ont jamais inquiétés. La Seleção prend rapidement les choses en main avec Bernardo Silva d'abord (21e minute) puis obtient une deuxième longueur d'avance grâce à un but contre son camp gag de l'arrière central Samet Akaydin quelques minutes plus tard, qui ne se comprend pas avec son gardien Altay Bayındır à qui il voulait transmettre une passe en retrait mal dosée. À l'heure de jeu, Bruno Fernandes conclut grâce à une passe décisive de Cristiano Ronaldo et assure au Portugal de finir premier du groupe,.
Plus tôt dans la journée, la Géorgie et la Tchéquie, tous les deux derniers du groupe, se neutralisent à Hambourg. Georges Mikautadze ouvre d'abord la marque par surprise dans le temps additionnel de la première mi-temps et les Tchèques égalisent un quart d'heure après le retour des vestiaires. Les deux équipes restent en vie et peuvent toujours espérer se qualifier pour les huitièmes de finale,,.

#### 3ejournée
| Match 35                 | Géorgie                                                | 2 - 0   | Portugal                           | Arena AufSchalke, Gelsenkirchen                                            |                                                                            |
| 26 juin 2024 21 h 0 CEST | ( Mikautadze) Kvaratskhelia 2e · Mikautadze 57e (pen.) | (1 - 0) |                                    | Spectateurs : 49 616 Arbitrage : Sandro Schärer Arbitre vidéo : Fedayi San | Spectateurs : 49 616 Arbitrage : Sandro Schärer Arbitre vidéo : Fedayi San |
| 26 juin 2024 21 h 0 CEST | Mekvabishvili 85e                                      | Rapport | 28e Ronaldo · 44e Neto · 53e Neves | Spectateurs : 49 616 Arbitrage : Sandro Schärer Arbitre vidéo : Fedayi San | Spectateurs : 49 616 Arbitrage : Sandro Schärer Arbitre vidéo : Fedayi San |

| Match 36                 | Tchéquie                                                                                       | 1 - 2   | Turquie | Volksparkstadion, Hambourg                                                        |                                                                                   |
| 26 juin 2024 21 h 0 CEST | Souček 66e                                                                                     | (0 - 0) | 51e Çalhanoğlu ( Yüksek) · 90+4e Tosun ( Kökçü)                                                                                                   | Spectateurs : 47 683 Arbitrage : István Kovács Arbitre vidéo : Tomasz Kwiatkowski | Spectateurs : 47 683 Arbitrage : István Kovács Arbitre vidéo : Tomasz Kwiatkowski |
| 26 juin 2024 21 h 0 CEST | Barák 11e, 20e · Schick 34e · Jaroš 84e · Červ 85e · Krejčí 90+1e · Chorý 90+8e · Souček 90+8e | Rapport | 31e Özcan · 37e Yıldız · 49e Yüksek · 64e Günok · 66e Çalhanoğlu · 68e Çakır · 80e Müldür · 85e Akaydin · 90+5e Ayhan · 90+5e Kökçü · 90+8e Güler | Spectateurs : 47 683 Arbitrage : István Kovács Arbitre vidéo : Tomasz Kwiatkowski | Spectateurs : 47 683 Arbitrage : István Kovács Arbitre vidéo : Tomasz Kwiatkowski |

La Géorgie crée la surprise en battant un Portugal déjà qualifié et démobilisé qui aligne une équipe remaniée comprenant huit changements par rapport à l'équipe type. Les Géorgiens ouvrent d'abord le score très tôt dans le match, grâce à Khvicha Kvaratskhelia à la 2e minute sur une erreur de relance d'António Silva, puis doublent la mise un peu avant l'heure de jeu avec un penalty transformé par Georges Mikautadze à la suite d'une nouvelle faute d'António Silva. La défaite est sans conséquence pour le Portugal qui termine premier du groupe, tandis que la Géorgie arrache sa qualification parmi les meilleurs troisièmes,,. Sur la base du classement mondial masculin de la FIFA, cette victoire de la Géorgie constitue une grande surprise, 68 places séparant en effet le Portugal (6e) de la Géorgie (74e)[réf. nécessaire].
Dans l'autre match, la Turquie et la Tchéquie doivent tous deux s'imposer : les Turcs pour assurer la deuxième place du groupe, les Tchèques pour éviter l'élimination. Après une vingtaine de minutes de jeu, les Tchèques se retrouvent à dix après l'expulsion d'Antonín Barák. Les Turcs font la différence au retour des vestiaires grâce à leur capitaine Hakan Çalhanoğlu. Un quart d'heure plus tard, Tomáš Souček égalise en profitant d'une erreur du gardien turc Mert Günok et relance le suspens. C'est finalement Cenk Tosun qui arrache la victoire à la fin du match. La Tchéquie, éliminée, est dernière du groupe ; la Turquie prend la deuxième place qualificative. La rencontre bat par ailleurs le record du Championnat d'Europe du plus grand nombre d'avertissements en un seul match (18 cartons jaunes et 2 cartons rouges). Antonín Barák signe également un record individuel en étant expulsé après seulement 20 minutes de jeu,,.

### Meilleurs troisièmes
Quatre équipes classées troisièmes de leur poule sont repêchées pour compléter le tableau des huitièmes de finale. Pour désigner les 4 meilleurs troisièmes (parmi les 6 au total), un classement est effectué en comparant les résultats dans leur groupe respectif de chacune des équipes :
Règles de départage :
1. Plus grand nombre de points obtenus ;
2. Meilleure différence de buts ;
3. Plus grand nombre de buts marqués ;
4. Plus petit nombre de points disciplinaires. Barème : deux cartons jaunes dans le même match ou un carton rouge direct donnent -3 points, et un carton jaune donne -1 point ;
5. Position dans le classement général des éliminatoires.

#### Classement
| Rang | Équipe             | Pts | J | G | N | P | Bp | Bc | Diff |
| ---- | ------------------ | --- | - | - | - | - | -- | -- | ---- |
| 1    | Pays-Bas (Grp. D)  | 4   | 3 | 1 | 1 | 1 | 4  | 4  | 0    |
| 2    | Géorgie (Grp. F)   | 4   | 3 | 1 | 1 | 1 | 4  | 4  | 0    |
| 3    | Slovaquie (Grp. E) | 4   | 3 | 1 | 1 | 1 | 3  | 3  | 0    |
| 4    | Slovénie (Grp. C)  | 3   | 3 | 0 | 3 | 0 | 2  | 2  | 0    |
| 5    | Hongrie (Grp. A)   | 3   | 3 | 1 | 0 | 2 | 2  | 5  | -3   |
| 6    | Croatie (Grp. B)   | 2   | 3 | 0 | 2 | 1 | 3  | 6  | -3   |

#### Appariements en huitièmes de finale
Puisque quatre des six groupes placent une troisième équipe dans le tableau final, les différentes combinaisons formées par les groupes de provenance des équipes qualifiées servent à les répartir contre les premiers des groupes B, C, E et F (voir tableau final ci-dessus), comme suit :
| Groupes d'origine des meilleurs 3e | Groupes d'origine des meilleurs 3e | Groupes d'origine des meilleurs 3e | Groupes d'origine des meilleurs 3e | Groupes d'origine des meilleurs 3e | Groupes d'origine des meilleurs 3e | Adversaires de | Adversaires de  | Adversaires de | Adversaires de |
| Groupes d'origine des meilleurs 3e | Groupes d'origine des meilleurs 3e | Groupes d'origine des meilleurs 3e | Groupes d'origine des meilleurs 3e | Groupes d'origine des meilleurs 3e | Groupes d'origine des meilleurs 3e | [1B] Espagne   | [1C] Angleterre | [1E] Roumanie  | [1F] Portugal  |
| ---------------------------------- | ---------------------------------- | ---------------------------------- | ---------------------------------- | ---------------------------------- | ---------------------------------- | -------------- | --------------- | -------------- | -------------- |
| A                                  | B                                  | C                                  | D                                  |                                    |                                    | [3A] Hongrie   | [3D] Pays-Bas   | [3B] Croatie   | [3C] Slovénie  |
| A                                  | B                                  | C                                  |                                    | E                                  |                                    | [3A] Hongrie   | [3E] Slovaquie  | [3B] Croatie   | [3C] Slovénie  |
| A                                  | B                                  | C                                  |                                    |                                    | F                                  | [3A] Hongrie   | [3F] Géorgie    | [3B] Croatie   | [3C] Slovénie  |
| A                                  | B                                  |                                    | D                                  | E                                  |                                    | [3D] Pays-Bas  | [3E] Slovaquie  | [3A] Hongrie   | [3B] Croatie   |
| A                                  | B                                  |                                    | D                                  |                                    | F                                  | [3D] Pays-Bas  | [3F] Géorgie    | [3A] Hongrie   | [3B] Croatie   |
| A                                  | B                                  |                                    |                                    | E                                  | F                                  | [3E] Slovaquie | [3F] Géorgie    | [3B] Croatie   | [3A] Hongrie   |
| A                                  |                                    | C                                  | D                                  | E                                  |                                    | [3E] Slovaquie | [3D] Pays-Bas   | [3C] Slovénie  | [3A] Hongrie   |
| A                                  |                                    | C                                  | D                                  |                                    | F                                  | [3F] Géorgie   | [3D] Pays-Bas   | [3C] Slovénie  | [3A] Hongrie   |
| A                                  |                                    | C                                  |                                    | E                                  | F                                  | [3E] Slovaquie | [3F] Géorgie    | [3C] Slovénie  | [3A] Hongrie   |
| A                                  |                                    |                                    | D                                  | E                                  | F                                  | [3E] Slovaquie | [3F] Géorgie    | [3D] Pays-Bas  | [3A] Hongrie   |
|                                    | B                                  | C                                  | D                                  | E                                  |                                    | [3E] Slovaquie | [3D] Pays-Bas   | [3B] Croatie   | [3C] Slovénie  |
|                                    | B                                  | C                                  | D                                  |                                    | F                                  | [3F] Géorgie   | [3D] Pays-Bas   | [3C] Slovénie  | [3B] Croatie   |
|                                    | B                                  | C                                  |                                    | E                                  | F                                  | [3F] Géorgie   | [3E] Slovaquie  | [3C] Slovénie  | [3B] Croatie   |
|                                    | B                                  |                                    | D                                  | E                                  | F                                  | [3F] Géorgie   | [3E] Slovaquie  | [3D] Pays-Bas  | [3B] Croatie   |
|                                    |                                    | C                                  | D                                  | E                                  | F                                  | [3F] Géorgie   | [3E] Slovaquie  | [3D] Pays-Bas  | [3C] Slovénie  |

- Combinaison réalisée

## Phase à élimination directe

### Tableau final
|  | Huitièmes de finale                                       | Huitièmes de finale                      | Huitièmes de finale                              | Huitièmes de finale                      |            |            | Quarts de finale                            | Quarts de finale                            | Quarts de finale                            | Quarts de finale                            |  |  | Demi-finales                                   | Demi-finales                                   | Demi-finales                                   | Demi-finales                                   |  |  | Finale                                   | Finale                                   | Finale                                   | Finale                                   |
|  |                                                           |                                          |                                                  |                                          |            |            |                                             |                                             |                                             |                                             |  |  |                                                |                                                |                                                |                                                |  |  |                                          |                                          |                                          |                                          |
|  | 30 juin 2024 - Stade de Cologne, Cologne                  | 30 juin 2024 - Stade de Cologne, Cologne | 30 juin 2024 - Stade de Cologne, Cologne         | 30 juin 2024 - Stade de Cologne, Cologne |            |            | 5 juillet 2024 - Stuttgart Arena, Stuttgart | 5 juillet 2024 - Stuttgart Arena, Stuttgart | 5 juillet 2024 - Stuttgart Arena, Stuttgart | 5 juillet 2024 - Stuttgart Arena, Stuttgart |  |  | 9 juillet 2024 - Munich Football Arena, Munich | 9 juillet 2024 - Munich Football Arena, Munich | 9 juillet 2024 - Munich Football Arena, Munich | 9 juillet 2024 - Munich Football Arena, Munich |  |  | 14 juillet 2024 - Olympiastadion, Berlin | 14 juillet 2024 - Olympiastadion, Berlin | 14 juillet 2024 - Olympiastadion, Berlin | 14 juillet 2024 - Olympiastadion, Berlin |
|  | 1er B                                                     | Espagne                                  | 4                                                | 4                                        |            |            | 5 juillet 2024 - Stuttgart Arena, Stuttgart | 5 juillet 2024 - Stuttgart Arena, Stuttgart | 5 juillet 2024 - Stuttgart Arena, Stuttgart | 5 juillet 2024 - Stuttgart Arena, Stuttgart |  |  | 9 juillet 2024 - Munich Football Arena, Munich | 9 juillet 2024 - Munich Football Arena, Munich | 9 juillet 2024 - Munich Football Arena, Munich | 9 juillet 2024 - Munich Football Arena, Munich |  |  | 14 juillet 2024 - Olympiastadion, Berlin | 14 juillet 2024 - Olympiastadion, Berlin | 14 juillet 2024 - Olympiastadion, Berlin | 14 juillet 2024 - Olympiastadion, Berlin |
|  | 1er B                                                     | Espagne                                  | 4                                                | 4                                        |            |            | 5 juillet 2024 - Stuttgart Arena, Stuttgart | 5 juillet 2024 - Stuttgart Arena, Stuttgart | 5 juillet 2024 - Stuttgart Arena, Stuttgart | 5 juillet 2024 - Stuttgart Arena, Stuttgart |  |  | 9 juillet 2024 - Munich Football Arena, Munich | 9 juillet 2024 - Munich Football Arena, Munich | 9 juillet 2024 - Munich Football Arena, Munich | 9 juillet 2024 - Munich Football Arena, Munich |  |  | 14 juillet 2024 - Olympiastadion, Berlin | 14 juillet 2024 - Olympiastadion, Berlin | 14 juillet 2024 - Olympiastadion, Berlin | 14 juillet 2024 - Olympiastadion, Berlin |
|  | 3e F                                                      | Géorgie                                  | 1                                                | 1                                        |            |            | 5 juillet 2024 - Stuttgart Arena, Stuttgart | 5 juillet 2024 - Stuttgart Arena, Stuttgart | 5 juillet 2024 - Stuttgart Arena, Stuttgart | 5 juillet 2024 - Stuttgart Arena, Stuttgart |  |  | 9 juillet 2024 - Munich Football Arena, Munich | 9 juillet 2024 - Munich Football Arena, Munich | 9 juillet 2024 - Munich Football Arena, Munich | 9 juillet 2024 - Munich Football Arena, Munich |  |  | 14 juillet 2024 - Olympiastadion, Berlin | 14 juillet 2024 - Olympiastadion, Berlin | 14 juillet 2024 - Olympiastadion, Berlin | 14 juillet 2024 - Olympiastadion, Berlin |
|  | 3e F                                                      | Géorgie                                  | 1                                                | 1                                        | Espagne    | Espagne    | 2 ap                                        | 2 ap                                        |                                             |                                             |  |  | 9 juillet 2024 - Munich Football Arena, Munich | 9 juillet 2024 - Munich Football Arena, Munich | 9 juillet 2024 - Munich Football Arena, Munich | 9 juillet 2024 - Munich Football Arena, Munich |  |  | 14 juillet 2024 - Olympiastadion, Berlin | 14 juillet 2024 - Olympiastadion, Berlin | 14 juillet 2024 - Olympiastadion, Berlin | 14 juillet 2024 - Olympiastadion, Berlin |
|  | 29 juin 2024 - BVB Stadion Dortmund, Dortmund             |                                          |                                                  |                                          | Espagne    | Espagne    | 2 ap                                        | 2 ap                                        |                                             |                                             |  |  | 9 juillet 2024 - Munich Football Arena, Munich | 9 juillet 2024 - Munich Football Arena, Munich | 9 juillet 2024 - Munich Football Arena, Munich | 9 juillet 2024 - Munich Football Arena, Munich |  |  | 14 juillet 2024 - Olympiastadion, Berlin | 14 juillet 2024 - Olympiastadion, Berlin | 14 juillet 2024 - Olympiastadion, Berlin | 14 juillet 2024 - Olympiastadion, Berlin |
|  |                                                           |                                          | Allemagne                                        | Allemagne                                | 1          | 1          |                                             |                                             |                                             |                                             |  |  | 9 juillet 2024 - Munich Football Arena, Munich | 9 juillet 2024 - Munich Football Arena, Munich | 9 juillet 2024 - Munich Football Arena, Munich | 9 juillet 2024 - Munich Football Arena, Munich |  |  | 14 juillet 2024 - Olympiastadion, Berlin | 14 juillet 2024 - Olympiastadion, Berlin | 14 juillet 2024 - Olympiastadion, Berlin | 14 juillet 2024 - Olympiastadion, Berlin |
|  | 1er A                                                     | Allemagne                                | Allemagne                                        | Allemagne                                | 1          | 1          | 2                                           | 2                                           |                                             |                                             |  |  | 9 juillet 2024 - Munich Football Arena, Munich | 9 juillet 2024 - Munich Football Arena, Munich | 9 juillet 2024 - Munich Football Arena, Munich | 9 juillet 2024 - Munich Football Arena, Munich |  |  | 14 juillet 2024 - Olympiastadion, Berlin | 14 juillet 2024 - Olympiastadion, Berlin | 14 juillet 2024 - Olympiastadion, Berlin | 14 juillet 2024 - Olympiastadion, Berlin |
|  | 1er A                                                     | Allemagne                                | 5 juillet 2024 - Volksparkstadion, Hambourg      |                                          |            |            | 2                                           | 2                                           |                                             |                                             |  |  | 9 juillet 2024 - Munich Football Arena, Munich | 9 juillet 2024 - Munich Football Arena, Munich | 9 juillet 2024 - Munich Football Arena, Munich | 9 juillet 2024 - Munich Football Arena, Munich |  |  | 14 juillet 2024 - Olympiastadion, Berlin | 14 juillet 2024 - Olympiastadion, Berlin | 14 juillet 2024 - Olympiastadion, Berlin | 14 juillet 2024 - Olympiastadion, Berlin |
|  | 2e C                                                      | Danemark                                 | 0                                                | 0                                        |            |            |                                             |                                             |                                             |                                             |  |  | 9 juillet 2024 - Munich Football Arena, Munich | 9 juillet 2024 - Munich Football Arena, Munich | 9 juillet 2024 - Munich Football Arena, Munich | 9 juillet 2024 - Munich Football Arena, Munich |  |  | 14 juillet 2024 - Olympiastadion, Berlin | 14 juillet 2024 - Olympiastadion, Berlin | 14 juillet 2024 - Olympiastadion, Berlin | 14 juillet 2024 - Olympiastadion, Berlin |
|  | 2e C                                                      | Danemark                                 | 0                                                | 0                                        | Espagne    | Espagne    | 2                                           | 2                                           |                                             |                                             |  |  |                                                |                                                |                                                |                                                |  |  | 14 juillet 2024 - Olympiastadion, Berlin | 14 juillet 2024 - Olympiastadion, Berlin | 14 juillet 2024 - Olympiastadion, Berlin | 14 juillet 2024 - Olympiastadion, Berlin |
|  | 1er juillet 2024 - Frankfurt Arena, Francfort-sur-le-Main |                                          |                                                  |                                          | Espagne    | Espagne    | 2                                           | 2                                           |                                             |                                             |  |  |                                                |                                                |                                                |                                                |  |  | 14 juillet 2024 - Olympiastadion, Berlin | 14 juillet 2024 - Olympiastadion, Berlin | 14 juillet 2024 - Olympiastadion, Berlin | 14 juillet 2024 - Olympiastadion, Berlin |
|  |                                                           |                                          | France                                           | France                                   | 1          | 1          |                                             |                                             |                                             |                                             |  |  |                                                |                                                |                                                |                                                |  |  | 14 juillet 2024 - Olympiastadion, Berlin | 14 juillet 2024 - Olympiastadion, Berlin | 14 juillet 2024 - Olympiastadion, Berlin | 14 juillet 2024 - Olympiastadion, Berlin |
|  | 1er F                                                     | Portugal                                 | France                                           | France                                   | 1          | 1          | 0 tab(3)                                    | 0 tab(3)                                    |                                             |                                             |  |  |                                                |                                                |                                                |                                                |  |  | 14 juillet 2024 - Olympiastadion, Berlin | 14 juillet 2024 - Olympiastadion, Berlin | 14 juillet 2024 - Olympiastadion, Berlin | 14 juillet 2024 - Olympiastadion, Berlin |
|  | 1er F                                                     | Portugal                                 | 10 juillet 2024 - BVB Stadion Dortmund, Dortmund |                                          |            |            | 0 tab(3)                                    | 0 tab(3)                                    |                                             |                                             |  |  |                                                |                                                |                                                |                                                |  |  | 14 juillet 2024 - Olympiastadion, Berlin | 14 juillet 2024 - Olympiastadion, Berlin | 14 juillet 2024 - Olympiastadion, Berlin | 14 juillet 2024 - Olympiastadion, Berlin |
|  | 3e C                                                      | Slovénie                                 | 0 ap (0)                                         | 0 ap (0)                                 |            |            |                                             |                                             |                                             |                                             |  |  |                                                |                                                |                                                |                                                |  |  | 14 juillet 2024 - Olympiastadion, Berlin | 14 juillet 2024 - Olympiastadion, Berlin | 14 juillet 2024 - Olympiastadion, Berlin | 14 juillet 2024 - Olympiastadion, Berlin |
|  | 3e C                                                      | Slovénie                                 | 0 ap (0)                                         | 0 ap (0)                                 | Portugal   | Portugal   | 0 ap (3)                                    | 0 ap (3)                                    |                                             |                                             |  |  |                                                |                                                |                                                |                                                |  |  | 14 juillet 2024 - Olympiastadion, Berlin | 14 juillet 2024 - Olympiastadion, Berlin | 14 juillet 2024 - Olympiastadion, Berlin | 14 juillet 2024 - Olympiastadion, Berlin |
|  | 1er juillet 2024 - Düsseldorf Arena, Düsseldorf           |                                          |                                                  |                                          | Portugal   | Portugal   | 0 ap (3)                                    | 0 ap (3)                                    |                                             |                                             |  |  |                                                |                                                |                                                |                                                |  |  | 14 juillet 2024 - Olympiastadion, Berlin | 14 juillet 2024 - Olympiastadion, Berlin | 14 juillet 2024 - Olympiastadion, Berlin | 14 juillet 2024 - Olympiastadion, Berlin |
|  |                                                           |                                          | France                                           | France                                   | 0 tab (5)  | 0 tab (5)  |                                             |                                             |                                             |                                             |  |  |                                                |                                                |                                                |                                                |  |  | 14 juillet 2024 - Olympiastadion, Berlin | 14 juillet 2024 - Olympiastadion, Berlin | 14 juillet 2024 - Olympiastadion, Berlin | 14 juillet 2024 - Olympiastadion, Berlin |
|  | 2e D                                                      | France                                   | France                                           | France                                   | 0 tab (5)  | 0 tab (5)  | 1                                           | 1                                           |                                             |                                             |  |  |                                                |                                                |                                                |                                                |  |  | 14 juillet 2024 - Olympiastadion, Berlin | 14 juillet 2024 - Olympiastadion, Berlin | 14 juillet 2024 - Olympiastadion, Berlin | 14 juillet 2024 - Olympiastadion, Berlin |
|  | 2e D                                                      | France                                   | 6 juillet 2024 - Olympiastadion, Berlin          |                                          |            |            | 1                                           | 1                                           |                                             |                                             |  |  |                                                |                                                |                                                |                                                |  |  | 14 juillet 2024 - Olympiastadion, Berlin | 14 juillet 2024 - Olympiastadion, Berlin | 14 juillet 2024 - Olympiastadion, Berlin | 14 juillet 2024 - Olympiastadion, Berlin |
|  | 2e E                                                      | Belgique                                 | 0                                                | 0                                        |            |            |                                             |                                             |                                             |                                             |  |  |                                                |                                                |                                                |                                                |  |  | 14 juillet 2024 - Olympiastadion, Berlin | 14 juillet 2024 - Olympiastadion, Berlin | 14 juillet 2024 - Olympiastadion, Berlin | 14 juillet 2024 - Olympiastadion, Berlin |
|  | 2e E                                                      | Belgique                                 | 0                                                | 0                                        | Espagne    | Espagne    | 2                                           | 2                                           |                                             |                                             |  |  |                                                |                                                |                                                |                                                |  |  |                                          |                                          |                                          |                                          |
|  | 2 juillet 2024 - Munich Football Arena, Munich            |                                          |                                                  |                                          | Espagne    | Espagne    | 2                                           | 2                                           |                                             |                                             |  |  |                                                |                                                |                                                |                                                |  |  |                                          |                                          |                                          |                                          |
|  |                                                           |                                          | Angleterre                                       | Angleterre                               | 1          | 1          |                                             |                                             |                                             |                                             |  |  |                                                |                                                |                                                |                                                |  |  |                                          |                                          |                                          |                                          |
|  | 1er E                                                     | Roumanie                                 | Angleterre                                       | Angleterre                               | 1          | 1          | 0                                           | 0                                           |                                             |                                             |  |  |                                                |                                                |                                                |                                                |  |  |                                          |                                          |                                          |                                          |
|  | 1er E                                                     | Roumanie                                 |                                                  |                                          |            |            |                                             | 0                                           |                                             |                                             |  |  |                                                |                                                |                                                |                                                |  |  |                                          |                                          |                                          |                                          |
|  | 3e D                                                      | Pays-Bas                                 | 3                                                | 3                                        |            |            |                                             |                                             |                                             |                                             |  |  |                                                |                                                |                                                |                                                |  |  |                                          |                                          |                                          |                                          |
|  | 3e D                                                      | Pays-Bas                                 | 3                                                | 3                                        | Pays-Bas   | Pays-Bas   | 2                                           | 2                                           |                                             |                                             |  |  |                                                |                                                |                                                |                                                |  |  |                                          |                                          |                                          |                                          |
|  | 2 juillet 2024 - Stade de Leipzig, Leipzig                |                                          |                                                  |                                          | Pays-Bas   | Pays-Bas   | 2                                           | 2                                           |                                             |                                             |  |  |                                                |                                                |                                                |                                                |  |  |                                          |                                          |                                          |                                          |
|  |                                                           |                                          | Turquie                                          | Turquie                                  | 1          | 1          |                                             |                                             |                                             |                                             |  |  |                                                |                                                |                                                |                                                |  |  |                                          |                                          |                                          |                                          |
|  | 1er D                                                     | Autriche                                 | Turquie                                          | Turquie                                  | 1          | 1          | 1                                           | 1                                           |                                             |                                             |  |  |                                                |                                                |                                                |                                                |  |  |                                          |                                          |                                          |                                          |
|  | 1er D                                                     | Autriche                                 | 6 juillet 2024 - Düsseldorf Arena, Düsseldorf    |                                          |            |            | 1                                           | 1                                           |                                             |                                             |  |  |                                                |                                                |                                                |                                                |  |  |                                          |                                          |                                          |                                          |
|  | 2e F                                                      | Turquie                                  | 2                                                | 2                                        |            |            |                                             |                                             |                                             |                                             |  |  |                                                |                                                |                                                |                                                |  |  |                                          |                                          |                                          |                                          |
|  | 2e F                                                      | Turquie                                  | 2                                                | 2                                        | Pays-Bas   | Pays-Bas   | 1                                           | 1                                           |                                             |                                             |  |  |                                                |                                                |                                                |                                                |  |  |                                          |                                          |                                          |                                          |
|  | 30 juin 2024 - Arena AufSchalke, Gelsenkirchen            |                                          |                                                  |                                          | Pays-Bas   | Pays-Bas   | 1                                           | 1                                           |                                             |                                             |  |  |                                                |                                                |                                                |                                                |  |  |                                          |                                          |                                          |                                          |
|  |                                                           |                                          | Angleterre                                       | Angleterre                               | 2          | 2          |                                             |                                             |                                             |                                             |  |  |                                                |                                                |                                                |                                                |  |  |                                          |                                          |                                          |                                          |
|  | 1er C                                                     | Angleterre                               | Angleterre                                       | Angleterre                               | 2          | 2          | 2 ap                                        | 2 ap                                        |                                             |                                             |  |  |                                                |                                                |                                                |                                                |  |  |                                          |                                          |                                          |                                          |
|  | 1er C                                                     | Angleterre                               |                                                  |                                          |            |            |                                             | 2 ap                                        |                                             |                                             |  |  |                                                |                                                |                                                |                                                |  |  |                                          |                                          |                                          |                                          |
|  | 3e E                                                      | Slovaquie                                | 1                                                | 1                                        |            |            |                                             |                                             |                                             |                                             |  |  |                                                |                                                |                                                |                                                |  |  |                                          |                                          |                                          |                                          |
|  | 3e E                                                      | Slovaquie                                | 1                                                | 1                                        | Angleterre | Angleterre | 1 tab (5)                                   | 1 tab (5)                                   |                                             |                                             |  |  |                                                |                                                |                                                |                                                |  |  |                                          |                                          |                                          |                                          |
|  | 29 juin 2024 - Olympiastadion, Berlin                     |                                          |                                                  |                                          | Angleterre | Angleterre | 1 tab (5)                                   | 1 tab (5)                                   |                                             |                                             |  |  |                                                |                                                |                                                |                                                |  |  |                                          |                                          |                                          |                                          |
|  |                                                           |                                          | Suisse                                           | Suisse                                   | 1 ap (3)   | 1 ap (3)   |                                             |                                             |                                             |                                             |  |  |                                                |                                                |                                                |                                                |  |  |                                          |                                          |                                          |                                          |
|  | 2e A                                                      | Suisse                                   | Suisse                                           | Suisse                                   | 1 ap (3)   | 1 ap (3)   | 2                                           | 2                                           |                                             |                                             |  |  |                                                |                                                |                                                |                                                |  |  |                                          |                                          |                                          |                                          |
|  | 2e A                                                      | Suisse                                   |                                                  |                                          |            |            |                                             | 2                                           |                                             |                                             |  |  |                                                |                                                |                                                |                                                |  |  |                                          |                                          |                                          |                                          |
|  | 2e B                                                      | Italie                                   | 0                                                | 0                                        |            |            |                                             |                                             |                                             |                                             |  |  |                                                |                                                |                                                |                                                |  |  |                                          |                                          |                                          |                                          |
|  | 2e B                                                      | Italie                                   | 0                                                | 0                                        |            |            |                                             |                                             |                                             |                                             |  |  |                                                |                                                |                                                |                                                |  |  |                                          |                                          |                                          |                                          |
|  |                                                           |                                          |                                                  |                                          |            |            |                                             |                                             |                                             |                                             |  |  |                                                |                                                |                                                |                                                |  |  |                                          |                                          |                                          |                                          |

### Huitièmes de finale
| Match 37                 | Allemagne                                         | 2 - 0   | Danemark            | BVB Stadion Dortmund, Dortmund                                                 |                                                                                |
| 29 juin 2024 21 h 0 CEST | Havertz 53e (pen.) · ( Schlotterbeck) Musiala 68e | (0 - 0) |                     | Spectateurs : 61 612 Arbitrage : Michael Oliver Arbitre vidéo : Stuart Attwell | Spectateurs : 61 612 Arbitrage : Michael Oliver Arbitre vidéo : Stuart Attwell |
| 29 juin 2024 21 h 0 CEST |                                                   | Rapport | 57e Bah · 60e Mæhle | Spectateurs : 61 612 Arbitrage : Michael Oliver Arbitre vidéo : Stuart Attwell | Spectateurs : 61 612 Arbitrage : Michael Oliver Arbitre vidéo : Stuart Attwell |

À la 35e minute, le match a été interrompu en raison de mauvaises conditions météorologiques (orages et fortes pluies) dans les environs du stade. Le jeu a été suspendu pendant environ 25 minutes avant de reprendre à 21h59.
| Match 38                 | Suisse                                          | 2 - 0   | Italie                                      | Olympiastadion, Berlin                                                               |                                                                                      |
| 29 juin 2024 18 h 0 CEST | ( Vargas) Freuler 37e · ( Aebischer) Vargas 46e | (1 - 0) |                                             | Spectateurs : 68 172 Arbitrage : Szymon Marciniak Arbitre vidéo : Tomasz Kwiatkowski | Spectateurs : 68 172 Arbitrage : Szymon Marciniak Arbitre vidéo : Tomasz Kwiatkowski |
| 29 juin 2024 18 h 0 CEST |                                                 | Rapport | 35e Barella · 45e El Shaarawy · 57e Mancini | Spectateurs : 68 172 Arbitrage : Szymon Marciniak Arbitre vidéo : Tomasz Kwiatkowski | Spectateurs : 68 172 Arbitrage : Szymon Marciniak Arbitre vidéo : Tomasz Kwiatkowski |

| Match 39                 | Espagne                                                                                  | 4 - 1   | Géorgie                           | Stade de Cologne, Cologne                                                         |                                                                                   |
| 30 juin 2024 21 h 0 CEST | ( Williams) Rodri 39e · ( Yamal) Ruiz 51e · ( Ruiz) Williams 75e · ( Oyarzabal) Olmo 83e | (1 - 1) | 18e (csc) Le Normand ( Kakabadze) | Spectateurs : 42 233 Arbitrage : François Letexier Arbitre vidéo : Jérôme Brisard | Spectateurs : 42 233 Arbitrage : François Letexier Arbitre vidéo : Jérôme Brisard |
| 30 juin 2024 21 h 0 CEST | Morata 44e                                                                               | Rapport | 71e Davitashvili                  | Spectateurs : 42 233 Arbitrage : François Letexier Arbitre vidéo : Jérôme Brisard | Spectateurs : 42 233 Arbitrage : François Letexier Arbitre vidéo : Jérôme Brisard |

| Match 40                 | Angleterre                                    | 2 - 1 a. p.           | Slovaquie                                                            | Arena AufSchalke, Gelsenkirchen                                               |                                                                               |
| 30 juin 2024 18 h 0 CEST | ( Guéhi) Bellingham 90+5e · ( Toney) Kane 91e | (0 - 1, 1 - 1, 2 - 1) | 25e Schranz ( Strelec)                                               | Spectateurs : 47 244 Arbitrage : Halil Umut Meler Arbitre vidéo : Marco Fritz | Spectateurs : 47 244 Arbitrage : Halil Umut Meler Arbitre vidéo : Marco Fritz |
| 30 juin 2024 18 h 0 CEST | Guéhi 3e · Mainoo 7e · Bellingham 17e         | Rapport               | 13e Kucka · 45+1e Škriniar · 77e Pekarík · 108e Vavro · 114e Gyömbér | Spectateurs : 47 244 Arbitrage : Halil Umut Meler Arbitre vidéo : Marco Fritz | Spectateurs : 47 244 Arbitrage : Halil Umut Meler Arbitre vidéo : Marco Fritz |

| Match 42                     | France                                      | 1 - 0   | Belgique                       | Düsseldorf Arena, Düsseldorf                                                 |                                                                              |
| 1er juillet 2024 18 h 0 CEST | ( Kolo Muani) Vertonghen 85e (csc)          | (0 - 0) |                                | Spectateurs : 46 810 Arbitrage : Glenn Nyberg Arbitre vidéo : Pol van Boekel | Spectateurs : 46 810 Arbitrage : Glenn Nyberg Arbitre vidéo : Pol van Boekel |
| 1er juillet 2024 18 h 0 CEST | Tchouaméni 14e · Griezmann 23e · Rabiot 24e | Rapport | 76e Vertonghen · 90+3e Mangala | Spectateurs : 46 810 Arbitrage : Glenn Nyberg Arbitre vidéo : Pol van Boekel | Spectateurs : 46 810 Arbitrage : Glenn Nyberg Arbitre vidéo : Pol van Boekel |

| Match 41                     | Portugal                    | 0 - 0 a. p.           | Slovénie                                                                         | Frankfurt Arena, Francfort-sur-le-Main                                              |                                                                                     |
| 1er juillet 2024 21 h 0 CEST |                             | (0 - 0, 0 - 0, 0 - 0) |                                                                                  | Spectateurs : 46 576 Arbitrage : Daniele Orsato Arbitre vidéo : Massimiliano Irrati | Spectateurs : 46 576 Arbitrage : Daniele Orsato Arbitre vidéo : Massimiliano Irrati |
| 1er juillet 2024 21 h 0 CEST | Cancelo 107e                | Rapport               | 32e Drkušić · 37e Karničnik · 101e Stanković · 106e Bijol · 107e Balkovec (en) · | Spectateurs : 46 576 Arbitrage : Daniele Orsato Arbitre vidéo : Massimiliano Irrati | Spectateurs : 46 576 Arbitrage : Daniele Orsato Arbitre vidéo : Massimiliano Irrati |
| 1er juillet 2024 21 h 0 CEST | Ronaldo · Fernandes · Silva | Tirs au but 3 - 0     | Iličić · Balkovec (en) · Verbič                                                  | Spectateurs : 46 576 Arbitrage : Daniele Orsato Arbitre vidéo : Massimiliano Irrati | Spectateurs : 46 576 Arbitrage : Daniele Orsato Arbitre vidéo : Massimiliano Irrati |

| Match 43                   | Roumanie                   | 0 - 3   | Pays-Bas                                                         | Munich Football Arena, Munich                                                 |                                                                               |
| 2 juillet 2024 18 h 0 CEST |                            | (0 - 1) | 20e Gakpo ( Simons) · 83e Malen ( Gakpo) · 90+3e Malen ( Simons) | Spectateurs : 65 012 Arbitrage : Felix Zwayer Arbitre vidéo : Bastian Dankert | Spectateurs : 65 012 Arbitrage : Felix Zwayer Arbitre vidéo : Bastian Dankert |
| 2 juillet 2024 18 h 0 CEST | M. Marin 67e · Stanciu 81e | Rapport | 78e Dumfries · 90+4e Malen                                       | Spectateurs : 65 012 Arbitrage : Felix Zwayer Arbitre vidéo : Bastian Dankert | Spectateurs : 65 012 Arbitrage : Felix Zwayer Arbitre vidéo : Bastian Dankert |

| Match 44                   | Autriche                  | 1 - 2   | Turquie                   | Stade de Leipzig, Leipzig                                                        |                                                                                  |
| 2 juillet 2024 21 h 0 CEST | ( Posch) Gregoritsch 66e  | (0 - 1) | 1re Demiral · 59e Demiral | Spectateurs : 38 305 Arbitrage : Artur Soares Dias Arbitre vidéo : Tiago Martins | Spectateurs : 38 305 Arbitrage : Artur Soares Dias Arbitre vidéo : Tiago Martins |
| 2 juillet 2024 21 h 0 CEST | Schmid 38e · Lienhart 52e | Rapport | 11e Kökçü · 42e Yüksek    | Spectateurs : 38 305 Arbitrage : Artur Soares Dias Arbitre vidéo : Tiago Martins | Spectateurs : 38 305 Arbitrage : Artur Soares Dias Arbitre vidéo : Tiago Martins |

### Quarts de finale
| Match 45                   | Espagne                                                                                            | 2 - 1 a. p.           | Allemagne | Stuttgart Arena, Stuttgart                                                     |                                                                                |
| 5 juillet 2024 18 h 0 CEST | ( Yamal) Olmo 51e · ( Olmo) Merino 119e                                                            | (0 - 0, 1 - 1, 1 - 1) | 89e Wirtz ( Kimmich)                                                                                            | Spectateurs : 54 000 Arbitrage : Anthony Taylor Arbitre vidéo : Stuart Attwell | Spectateurs : 54 000 Arbitrage : Anthony Taylor Arbitre vidéo : Stuart Attwell |
| 5 juillet 2024 18 h 0 CEST | Le Normand 29e · Torres 74e · Simón 82e · Carvajal 100e · Rodri 110e · Ruiz 120e · Carvajal 120+5e | Rapport               | 13e Rüdiger · 28e Raum · 56e Andrich · 67e Kroos · 73e Mittelstädt · 89e Schlotterbeck · 94e Wirtz · 113e Undav | Spectateurs : 54 000 Arbitrage : Anthony Taylor Arbitre vidéo : Stuart Attwell | Spectateurs : 54 000 Arbitrage : Anthony Taylor Arbitre vidéo : Stuart Attwell |

Les deux équipes s'étaient déjà rencontrées lors de la finale de l'UEFA Euro 2008, remportée par l'Espagne 1-0.
Il s'agissait du dernier match professionnel du milieu de terrain allemand Toni Kroos, qui avait annoncé qu'il prendrait sa retraite après l'Euro.
| Match 46                   | Portugal                         | 0 - 0 a. p.           | France                                          | Volksparkstadion, Hambourg                                                     |                                                                                |
| 5 juillet 2024 21 h 0 CEST |                                  | (0 - 0, 0 - 0, 0 - 0) |                                                 | Spectateurs : 47 789 Arbitrage : Michael Oliver Arbitre vidéo : Pol van Boekel | Spectateurs : 47 789 Arbitrage : Michael Oliver Arbitre vidéo : Pol van Boekel |
| 5 juillet 2024 21 h 0 CEST | Palhinha 79e                     | Rapport               | 84e Saliba ·                                    | Spectateurs : 47 789 Arbitrage : Michael Oliver Arbitre vidéo : Pol van Boekel | Spectateurs : 47 789 Arbitrage : Michael Oliver Arbitre vidéo : Pol van Boekel |
| 5 juillet 2024 21 h 0 CEST | Ronaldo · Silva · Félix · Mendes | Tirs au but 3 - 5     | Dembélé · Fofana · Koundé · Barcola · Hernandez | Spectateurs : 47 789 Arbitrage : Michael Oliver Arbitre vidéo : Pol van Boekel | Spectateurs : 47 789 Arbitrage : Michael Oliver Arbitre vidéo : Pol van Boekel |

Les deux équipes s'étaient déjà rencontrées lors de la finale de l'UEFA Euro 2016, remportée par le Portugal 1-0
| Match 47                   | Pays-Bas                                             | 2 - 1   | Turquie                      | Olympiastadion, Berlin                                                         |                                                                                |
| 6 juillet 2024 21 h 0 CEST | ( Depay) de Vrij 70e · ( Dumfries) Müldür 76e (csc)  | (0 - 1) | 35e Akaydin ( Güler)         | Spectateurs : 70 091 Arbitrage : Clément Turpin Arbitre vidéo : Jérôme Brisard | Spectateurs : 70 091 Arbitrage : Clément Turpin Arbitre vidéo : Jérôme Brisard |
| 6 juillet 2024 21 h 0 CEST | Simons 30e · Aké 54e · van Dijk 64e · Weghorst 90+6e | Rapport | 90+3e Tosun · 90+6e Yildirim | Spectateurs : 70 091 Arbitrage : Clément Turpin Arbitre vidéo : Jérôme Brisard | Spectateurs : 70 091 Arbitrage : Clément Turpin Arbitre vidéo : Jérôme Brisard |

| Match 48                   | Angleterre                                            | 1 - 1 a. p.           | Suisse                             | Düsseldorf Arena, Düsseldorf                                                        |                                                                                     |
| 6 juillet 2024 18 h 0 CEST | ( Rice) Saka 80e                                      | (0 - 0, 1 - 1, 1 - 1) | 75e Embolo ( Ndoye)                | Spectateurs : 46 907 Arbitrage : Daniele Orsato Arbitre vidéo : Massimiliano Irrati | Spectateurs : 46 907 Arbitrage : Daniele Orsato Arbitre vidéo : Massimiliano Irrati |
| 6 juillet 2024 18 h 0 CEST | Kane 67e                                              | Rapport               | 32e Schär · 85e Widmer ·           | Spectateurs : 46 907 Arbitrage : Daniele Orsato Arbitre vidéo : Massimiliano Irrati | Spectateurs : 46 907 Arbitrage : Daniele Orsato Arbitre vidéo : Massimiliano Irrati |
| 6 juillet 2024 18 h 0 CEST | Palmer · Bellingham · Saka · Toney · Alexander-Arnold | Tirs au but 5 - 3     | Akanji · Schär · Shaqiri · Amdouni | Spectateurs : 46 907 Arbitrage : Daniele Orsato Arbitre vidéo : Massimiliano Irrati | Spectateurs : 46 907 Arbitrage : Daniele Orsato Arbitre vidéo : Massimiliano Irrati |

### Demi-finales
| Match 49                   | Espagne                        | 2 - 1   | France                         | Munich Football Arena, Munich                                                  |                                                                                |
| 9 juillet 2024 21 h 0 CEST | ( Morata) Yamal 21e · Olmo 25e | (2 - 1) | 9e Kolo Muani ( Mbappé)        | Spectateurs : 70 091 Arbitrage : Slavko Vinčić Arbitre vidéo : Nejc Kajtazovic | Spectateurs : 70 091 Arbitrage : Slavko Vinčić Arbitre vidéo : Nejc Kajtazovic |
| 9 juillet 2024 21 h 0 CEST | Navas 14e · Yamal 90+1e        | Rapport | 60e Tchouaméni · 89e Camavinga | Spectateurs : 70 091 Arbitrage : Slavko Vinčić Arbitre vidéo : Nejc Kajtazovic | Spectateurs : 70 091 Arbitrage : Slavko Vinčić Arbitre vidéo : Nejc Kajtazovic |

Les deux équipes se sont déjà rencontrées en finale de l'UEFA Euro 1984, où la France, pays organisateur, s'est imposée 2-0, devenant ainsi la dernière équipe à remporter l'Euro à domicile. Elles se sont également affrontées lors de la finale de la Ligue des nations de l'UEFA 2021, que la France a remportée 2-1.
L'Espagnol Lamine Yamal, âgé de 16 ans, est devenu le plus jeune joueur à marquer en phase finale du Championnat d'Europe de l'UEFA. Yamal a battu le record établi par Johan Vonlanthen, alors âgé de 18 ans, en 2004.
| Match 50                    | Pays-Bas                                   | 1 - 2   | Angleterre                                 | BVB Stadion Dortmund, Dortmund                                                |                                                                               |
| 10 juillet 2024 21 h 0 CEST | Simons 7e                                  | (1 - 1) | 18e (pen.) Kane · 90+1e Watkins ( Palmer)  | Spectateurs : 60 926 Arbitrage : Felix Zwayer Arbitre vidéo : Bastian Dankert | Spectateurs : 60 926 Arbitrage : Felix Zwayer Arbitre vidéo : Bastian Dankert |
| 10 juillet 2024 21 h 0 CEST | Dumfries 17e · van Dijk 87e · Simons 90+1e | Rapport | 72e Bellingham · 86e Saka · 90+4e Trippier | Spectateurs : 60 926 Arbitrage : Felix Zwayer Arbitre vidéo : Bastian Dankert | Spectateurs : 60 926 Arbitrage : Felix Zwayer Arbitre vidéo : Bastian Dankert |

Il s'agissait de la première rencontre entre les deux équipes en Coupe du monde ou en Championnat d'Europe depuis 1996, où l'Angleterre s'était imposée 4-1.

### Finale
| Match 51                    | Espagne                                            | 2 - 1   | Angleterre                            | Olympiastadion, Berlin                                                            |                                                                                   |
| 14 juillet 2024 21 h 0 CEST | ( Yamal) Williams 47e · ( Cucurella) Oyarzabal 86e | (0 - 0) | 73e Palmer ( Bellingham)              | Spectateurs : 65 600 Arbitrage : François Letexier Arbitre vidéo : Jérôme Brisard | Spectateurs : 65 600 Arbitrage : François Letexier Arbitre vidéo : Jérôme Brisard |
| 14 juillet 2024 21 h 0 CEST | Olmo 31e                                           | Rapport | 25e Kane · 53e Stones · 90+1e Watkins | Spectateurs : 65 600 Arbitrage : François Letexier Arbitre vidéo : Jérôme Brisard | Spectateurs : 65 600 Arbitrage : François Letexier Arbitre vidéo : Jérôme Brisard |

L'Espagne remporte son quatrième championnat d'Europe et devient la nation la plus titrée. De même, pour la première fois depuis 1984 – où l'Espagne avait été battue par la France, pays hôte – le vainqueur remporte tous ses matchs.
En première mi-temps, c'est l'Espagne qui domine le match, bien que sans grandes occasions. L'Angleterre reprenait du poil de la bête à la fin de la première mi-temps, le défenseur John Stones dribblant le milieu de terrain jusqu'au dernier tiers et adressant une passe en profondeur à Kane dans la surface, les défenseurs autour de Kane l'empêchaient d'utiliser la balle. L'Angleterre se créait ensuite une autre occasion avant de perdre le ballon, l'attaquant espagnol Álvaro Morata l'emportant dans la surface mais étant bloqué par les défenseurs anglais Stones et Marc Guéhi, l'Espagne obtenait un corner qui n'aboutissait à rien. Bellingham gagnait le ballon dans la moitié de terrain de l'Angleterre et centrait sur Kane, dont le tir était bloqué par Rodri. Peu après, une faute sur Kyle Walker offrait à l'Angleterre un coup franc à 35 mètres du but ; le centre de Rice trouvait Phil Foden au second poteau, dont le tir en angle fermé était repoussé. Après deux minutes supplémentaires, la première mi-temps se terminait sur un score nul et vierge.
Rodri s'est blessé aux ischio-jambiers en première mi-temps et a été remplacé par Martín Zubimendi à la mi-temps. L'Espagne dominait à nouveau le jeu à la reprise. Ce sera à la 47ème minute de cette finale que l'Espagne ouvrira le score par l'intermédiaire de Nico Williams sur une passe de Lamine Yamal. L'Espagne continuera de dominer cette deuxième mi-temps tandis que l'Angleterre s'obtiendra quelques occasions, Cole Palmer entré durant cette finale marquera un but à la 73ème minute de jeu. L'Angleterre revient bien dans le match après ce but mais l'Espagne dominera à nouveau et marquera en toute fin de rencontre par l'intermédiaire d'Oyarzabal qui fait gagner le 4ème Euro de l'histoire de la sélection espagnole.

## Statistiques

### Classement des buteurs

#### 3 buts
- Jamal Musiala
- Harry Kane (dont 1 penalty)
- Georges Mikautadze (dont 2 penaltys)
- Dani Olmo
- Cody Gakpo
- Ivan Schranz

#### 2 buts
- Niclas Füllkrug
- Kai Havertz (2 penaltys)
- Florian Wirtz
- Jude Bellingham
- Fabián Ruiz
- Nico Williams
- Donyell Malen
- Răzvan Marin (dont 1 penalty)
- Breel Embolo
- Merih Demiral

#### 1 but
- Nedim Bajrami
- Klaus Gjasula
- Qazim Laçi
- Emre Can
- İlkay Gündoğan
- Cole Palmer
- Bukayo Saka
- Ollie Watkins
- Marko Arnautović (1 penalty)
- Christoph Baumgartner
- Michael Gregoritsch
- Marcel Sabitzer
- Romano Schmid
- Gernot Trauner
- Kevin De Bruyne
- Youri Tielemans
- Andrej Kramarić
- Luka Modrić
- Christian Eriksen
- Morten Hjulmand
- Scott McTominay
- Dani Carvajal
- Mikel Merino
- Álvaro Morata
- Mikel Oyarzabal
- Rodri
- Ferran Torres
- Lamine Yamal
- Randal Kolo Muani
- Kylian Mbappé (1 penalty)
- Khvicha Kvaratskhelia
- Kevin Csoboth
- Barnabás Varga
- Nicolò Barella
- Alessandro Bastoni
- Mattia Zaccagni
- Memphis Depay
- Xavi Simons
- Stefan de Vrij
- Wout Weghorst
- Adam Buksa
- Robert Lewandowski (1 penalty)
- Krzysztof Piątek
- Francisco Conceição
- Bruno Fernandes
- Bernardo Silva
- Denis Drăguș
- Nicolae Stanciu
- Luka Jović
- Ondrej Duda
- Erik Janža
- Žan Karničnik
- Michel Aebischer
- Kwadwo Duah
- Remo Freuler
- Dan Ndoye
- Xherdan Shaqiri
- Ruben Vargas
- Lukáš Provod
- Patrik Schick
- Tomáš Souček
- Samet Akaydin
- Kerem Aktürkoğlu
- Hakan Çalhanoğlu
- Arda Güler
- Mert Müldür
- Cenk Tosun
- Mykola Chaparenko
- Roman Iaremtchouk

#### but contre son camp
- Klaus Gjasula (pour la Croatie)
- Antonio Rüdiger (pour l'Écosse)
- Maximilian Wöber (pour la France)
- Jan Vertonghen (pour la France)
- Robin Le Normand (pour la Géorgie)
- Riccardo Calafiori (pour l'Espagne)
- Donyell Malen (pour l'Autriche)
- Robin Hranáč (pour le Portugal)
- Samet Akaydin (pour le Portugal)
- Mert Müldür (pour les Pays-Bas)

### Classement des passeurs
Les passes décisives sont sujettes à différentes interprétations, notamment au regard des buts contre son camp. Les passeurs listés ci-dessous sont ceux officiellement comptabilisées par l'UEFA incluant donc les joueurs faisant explicitement la dernière « passe » vers le buteur contre son camp comme des passeurs décisifs.

#### 4 passes
- Lamine Yamal

#### 3 passes
- Xavi Simons

#### 2 passes
- Joshua Kimmich
- Alexander Prass (dont 1 passe décisive d'un  (csc))
- Ante Budimir
- Dani Olmo
- Fabián Ruiz
- Kylian Mbappé (dont 1 passe décisive d'un  (csc))
- Nathan Aké
- Denzel Dumfries (dont 1 passe décisive d'un  (csc))
- Dennis Man
- Juraj Kucka
- Michel Aebischer
- Remo Freuler

#### 1 passe
- Jasir Asani
- İlkay Gündoğan
- Kai Havertz
- Maximilian Mittelstädt
- Thomas Müller
- David Raum
- Nico Schlotterbeck
- Jude Bellingham
- Marc Guéhi
- Cole Palmer
- Declan Rice
- Bukayo Saka
- Ivan Toney
- Christoph Baumgartner
- Florian Grillitsch
- Phillipp Mwene
- Stefan Posch
- Koen Casteels
- Romelu Lukaku
- Victor Kristiansen
- Jonas Wind
- Callum McGregor
- Scott McKenna (passe décisive d'un  (csc))
- Marc Cucurella
- Mikel Oyarzabal
- Pedri
- Nico Williams
- Randal Kolo Muani (passe décisive d'un  (csc))
- Otar Kakabadze (passe décisive d'un  (csc))
- Giorgi Kochorashvili
- Georges Mikautadze
- Roland Sallai
- Dominik Szoboszlai
- Riccardo Calafiori
- Lorenzo Pellegrini
- Memphis Depay
- Cody Gakpo
- Wout Weghorst
- Piotr Zieliński
- Cristiano Ronaldo
- Ivan Ilić
- Lukáš Haraslín
- David Strelec
- Timi Max Elšnik
- Dan Ndoye
- Ruben Vargas
- Vladimír Coufal
- Ondřej Lingr
- Kaan Ayhan
- Arda Güler
- Orkun Kökçü
- İsmail Yüksek
- Mykola Chaparenko
- Olexandr Zintchenko

### Discipline

#### 1 carton rouge
- Ryan Porteous
- Dani Carvajal
- Antonín Barák
- Tomáš Chorý
- Bertuğ Yildirim

#### 3 cartons jaunes
- Dani Carvajal
- Rodri
- Silvan Widmer

#### 2 cartons jaunes
- Robert Andrich
- Maximilian Mittelstädt
- Antonio Rüdiger
- Jonathan Tah
- Jude Bellingham
- Marc Guéhi
- Harry Kane
- Kieran Trippier
- Patrick Wimmer
- Dodi Lukebakio
- Orel Mangala
- Morten Hjulmand
- Joakim Mæhle
- Scott McTominay
- Robin Le Normand
- Adrien Rabiot
- Aurélien Tchouaméni
- Anzor Mekvabishvili
- Riccardo Calafiori
- Denzel Dumfries
- Xavi Simons
- Virgil van Dijk
- Rafael Leão
- João Palhinha
- Nicușor Bancu
- Marius Marin
- Jaka Bijol
- Erik Janža
- Antonín Barák
- Patrik Schick
- Tomáš Souček
- Samet Akaydin
- Abdülkerim Bardakcı
- Hakan Çalhanoğlu
- Orkun Kökçü
- İsmail Yüksek

#### 1 carton jaune
- Nedim Bajrami
- Mërgim Berisha
- Armando Broja
- Mirlind Daku
- Klaus Gjasula
- Elseid Hysaj
- Arbër Hoxha
- Toni Kroos
- David Raum
- Nico Schlotterbeck
- Deniz Undav
- Florian Wirtz
- Phil Foden
- Conor Gallagher
- Kobbie Mainoo
- Bukayo Saka
- John Stones
- Ollie Watkins
- Marko Arnautović
- Christoph Baumgartner
- Kevin Danso
- Konrad Laimer
- Philipp Lienhart
- Phillipp Mwene
- Stefan Posch
- Leopold Querfeld
- Romano Schmid
- Maximilian Wöber
- Ondrej Duda
- Wout Faes
- Youri Tielemans
- Jan Vertonghen
- Marcelo Brozović
- Luka Ivanušec
- Ivica Ivušić
- Luka Modrić
- Marin Pongračić
- Josip Stanišić
- Luka Sučić
- Alexander Bah
- Christian Nørgaard
- Jannik Vestergaard
- Jonas Wind
- John McGinn
- Scott McKenna
- Anthony Ralston
- Eduardo Camavinga
- Álvaro Morata
- Dani Olmo
- Fabián Ruiz
- Unai Simón
- Ferran Torres
- Daniel Vivian
- Lamine Yamal
- Ousmane Dembélé
- Antoine Griezmann
- Kylian Mbappé
- William Saliba
- Zuriko Davitashvili
- Giorgi Gvelesiani
- Guram Kashia
- Giorgi Kochorashvili
- Solomon Kvirkvelia
- Bendegúz Bolla
- Kevin Csoboth
- László Kleinheisler
- Willi Orban
- András Schäfer
- Callum Styles
- Attila Szalai
- Dominik Szoboszlai
- Barnabás Varga
- Nicolò Barella
- Bryan Cristante
- Gianluigi Donnarumma
- Stephan El Shaarawy
- Nicolò Fagioli
- Gianluca Mancini
- Lorenzo Pellegrini
- Donyell Malen
- Jerdy Schouten
- Joey Veerman
- Wout Weghorst
- Paweł Dawidowicz
- Robert Lewandowski
- Jakub Moder
- Bartosz Slisz
- Karol Świderski
- Wojciech Szczęsny
- Nicola Zalewski
- João Cancelo
- Francisco Conceição
- Pedro Neto
- Rúben Neves
- Cristiano Ronaldo
- Andrei Burcă
- Răzvan Marin
- George Pușcaș
- Nicolae Stanciu
- Mijat Gaćinović
- Nemanja Gudelj
- Luka Jović
- Saša Lukić
- Nikola Milenković
- Aleksandar Mitrović
- Filip Mladenović
- Dušan Tadić
- Norbert Gyömbér
- Juraj Kucka
- Peter Pekarík
- Ivan Schranz
- Milan Škriniar
- Denis Vavro
- Jure Balkovec (en)
- Žan Celar
- Vanja Drkušić
- Žan Karničnik
- Jon Gorenc Stanković
- Petar Stojanović
- Žan Vipotnik
- Remo Freuler
- Dan Ndoye
- Ricardo Rodríguez
- Fabian Schär
- Vincent Sierro
- Granit Xhaka
- Lukáš Červ
- Vladimír Coufal
- Tomáš Holeš
- Vítězslav Jaroš
- David Jurásek
- Ladislav Krejčí
- Lukáš Provod
- Kaan Ayhan
- Uğurcan Çakır
- Zeki Çelik
- Arda Güler
- Mert Günok
- Mert Müldür
- Salih Özcan
- Cenk Tosun
- Kenan Yıldız
- Artem Dovbyk
- Roman Iaremtchouk
- Ioukhym Konoplia

#### Joueurs suspendus
Le tableau ci-dessous résume les joueurs suspendus pendant la compétition,,.
| Joueurs             | Raisons | Suspensions |
| ------------------- | --- | --- |
| Giorgi Loria        | Barrages, finale de la voie de la ligue C, contre Grèce (26 mars 2024)                                        | Groupe F, 1re journée, contre Turquie (18 juin 2024)                                                               |
| Ryan Porteous       | Groupe A, 1re journée, contre Allemagne (14 juin 2024)                                                        | Groupe A, 2e journée, contre Suisse (19 juin 2024) Groupe A, 3e journée, contre Hongrie (23 juin 2024)             |
| Mirlind Daku        | Chants nationalistes,, Groupe B, 2e journée, contre Croatie (19 juin 2024)                                    | Groupe B, 3e journée, contre Espagne (24 juin 2024) Un match de suspension purgé en dehors du championnat d'Europe |
| Rodri               | Groupe B, 1re journée, contre Croatie (15 juin 2024) · Groupe B, 2e journée, contre Italie (20 juin 2024)     | Groupe B, 3e journée, contre Albanie (24 juin 2024)                                                                |
| Dodi Lukebakio      | Groupe E, 1re journée, contre Slovaquie (17 juin 2024) · Groupe E, 2e journée, contre Roumanie (22 juin 2024) | Groupe E, 3e journée, contre Ukraine (26 juin 2024)                                                                |
| Rafael Leão         | Groupe F, 1re journée, contre Tchéquie (18 juin 2024) · Groupe F, 2e journée, contre Turquie (22 juin 2024)   | Groupe F, 3e journée, contre Géorgie (26 juin 2024)                                                                |
| Abdülkerim Bardakcı | Groupe F, 1re journée, contre Géorgie (18 juin 2024) · Groupe F, 2e journée, contre Portugal (22 juin 2024)   | Groupe F, 3e journée, contre Tchéquie (26 juin 2024)                                                               |
| Jonathan Tah        | Groupe A, 1re journée, contre Écosse (14 juin 2024) · Groupe A, 3e journée, contre Suisse (23 juin 2024)      | 1/8 de finale, contre Danemark (29 juin 2024)                                                                      |
| Silvan Widmer       | Groupe A, 1re journée, contre Hongrie (15 juin 2024) · Groupe A, 3e journée, contre Allemagne (23 juin 2024)  | 1/8 de finale, contre Italie (29 juin 2024)                                                                        |
| Riccardo Calafiori  | Groupe B, 1re journée, contre Albanie (15 juin 2024) · Groupe B, 3e journée, contre Croatie (24 juin 2024)    | 1/8 de finale, contre Suisse (29 juin 2024)                                                                        |
| Patrick Wimmer      | Groupe D, 2e journée, contre Pologne (21 juin 2024) · Groupe D, 3e journée, contre Pays-Bas (25 juin 2024)    | 1/8 de finale, contre Turquie (2 juillet 2024)                                                                     |
| Morten Hjulmand     | Groupe C, 1re journée, contre Slovénie (16 juin 2024) · Groupe C, 3e journée, contre Serbie (25 juin 2024)    | 1/8 de finale, contre Allemagne (29 juin 2024)                                                                     |
| Erik Janža          | Groupe C, 2e journée, contre Serbie (20 juin 2024) · Groupe C, 3e journée, contre Angleterre (25 juin 2024)   | 1/8 de finale, contre Portugal (1er juillet 2024)                                                                  |
| Nicușor Bancu       | Groupe E, 2e journée, contre Belgique (22 juin 2024) · Groupe E, 3e journée, contre Slovaquie (26 juin 2024)  | 1/8 de finale, contre Pays-Bas (2 juillet 2024)                                                                    |
| Antonín Barák       | Groupe F, 3e journée, contre Turquie (26 juin 2024)                                                           | Suspension purgée en dehors du championnat d'Europe                                                                |
| Tomáš Chorý         | Groupe F, 3e journée, contre Turquie (26 juin 2024)                                                           | Suspension purgée en dehors du championnat d'Europe                                                                |
| Samet Akaydin       | Groupe F, 2e journée, contre Portugal (22 juin 2024) · Groupe F, 3e journée, contre Tchéquie (26 juin 2024)   | 1/8 de finale, contre Autriche (2 juillet 2024)                                                                    |
| Hakan Çalhanoğlu    | Groupe F, 1re journée, contre Géorgie (18 juin 2024) · Groupe F, 3e journée, contre Tchéquie (26 juin 2024)   | 1/8 de finale, contre Autriche (2 juillet 2024)                                                                    |
| Anzor Mekvabishvili | Groupe F, 2e journée, contre Tchéquie (22 juin 2024) · Groupe F, 3e journée, contre Portugal (26 juin 2024)   | 1/8 de finale, contre Espagne (30 juin 2024)                                                                       |
| Marc Guéhi          | Groupe C, 3e journée, contre Slovénie (25 juin 2024) · 1/8 de finale, contre Slovaquie (30 juin 2024)         | 1/4 de finale, contre Suisse (6 juillet 2024)                                                                      |
| Adrien Rabiot       | Groupe D, 3e journée, contre Pologne (25 juin 2024) · 1/8 de finale, contre Belgique (1er juillet 2024)       | 1/4 de finale, contre Portugal (5 juillet 2024)                                                                    |
| Marius Marin        | Groupe E, 2e journée, contre Belgique (22 juin 2024) · 1/8 de finale, contre Pays-Bas (2 juillet 2024)        | Suspension purgée en dehors du championnat d'Europe                                                                |
| Orkun Kökçü         | Groupe F, 3e journée, contre Tchéquie (26 juin 2024) · 1/8 de finale, contre Autriche (2 juillet 2024)        | 1/4 de finale, contre Pays-Bas (6 juillet 2024)                                                                    |
| İsmail Yüksek       | Groupe F, 3e journée, contre Tchéquie (26 juin 2024) · 1/8 de finale, contre Autriche (2 juillet 2024)        | 1/4 de finale, contre Pays-Bas (6 juillet 2024)                                                                    |
| Merih Demiral       | Signes politiques,, 1/8 de finale, contre Autriche (2 juillet 2024)                                           | 1/4 de finale, contre Pays-Bas (6 juillet 2024) Un match de suspension purgé en dehors du championnat d'Europe     |
| Dani Carvajal       | 1/4 de finale, contre Allemagne (5 juillet 2024)                                                              | 1/2 finale, contre France (9 juillet 2024)                                                                         |
| Robin Le Normand    | Groupe B, 2e journée, contre Italie (20 juin 2024) · 1/4 de finale, contre Allemagne (5 juillet 2024)         | 1/2 finale, contre France (9 juillet 2024)                                                                         |
| Bertuğ Yıldırım     | 1/4 de finale, contre Pays-Bas (6 juillet 2024)                                                               | Suspension purgée en dehors du championnat d'Europe                                                                |

### Trophée d'Homme du match
Le trophée d'Homme du match récompense le joueur considéré comme le plus performant lors de chaque match. Il est attribué par l'UEFA.

#### 2 fois
- Jude Bellingham
- Kevin De Bruyne
- Christian Eriksen
- Nico Williams
- N'Golo Kanté
- Cody Gakpo
- Stanislav Lobotka
- Granit Xhaka

#### 1 fois
- İlkay Gündoğan
- Jamal Musiala
- Antonio Rüdiger
- Bukayo Saka
- Ollie Watkins
- Christoph Baumgartner
- Marcel Sabitzer
- Andrej Kramarić
- Luka Modrić
- Pierre-Emile Højbjerg
- Dani Olmo
- Rodri
- Fabián Ruiz
- Ferran Torres
- Lamine Yamal
- Khvicha Kvaratskhelia
- Giorgi Mamardashvili
- Ousmane Dembélé
- Jules Koundé
- Roland Sallai
- Federico Chiesa
- Stefan de Vrij
- Łukasz Skorupski
- Diogo Costa
- Bernardo Silva
- Vitinha
- Nicolae Stanciu
- Adam Gnezda Čerin
- Žan Karničnik
- Manuel Akanji
- Ruben Vargas
- Merih Demiral
- Arda Güler
- Barış Alper Yılmaz
- Mykola Chaparenko

### Équipe du tournoi
| Gardien      | Défenseurs                                              | Milieus de terrain          | Attaquants                               |
| ------------ | ------------------------------------------------------- | --------------------------- | ---------------------------------------- |
| Mike Maignan | Marc Cucurella William Saliba Manuel Akanji Kyle Walker | Rodri Dani Olmo Fabián Ruiz | Nico Williams Jamal Musiala Lamine Yamal |

### Résumé par équipe
Équipes classées selon leur progression et à progression identique, équipes classées par ordre alphabétique. Statistiques issues du site de l’UEFA.
| Équipe     | J. | G. | N. | P. | BP | BC | Diff. | Averti | Carton rouge | Progression         | FIFA av. | FIFA apr. |
| ---------- | -- | -- | -- | -- | -- | -- | ----- | ------ | ------------ | ------------------- | -------- | --------- |
| Espagne    | 7  | 7  | 0  | 0  | 15 | 4  | +11   | 15     | 1            | Vainqueur           | 8        | 3         |
| Angleterre | 7  | 3  | 3  | 1  | 8  | 6  | +2    | 14     | 0            | Finale              | 5        | 4         |
| France     | 6  | 2  | 3  | 1  | 4  | 3  | +1    | 9      | 0            | Demi-finales        | 2        | 2         |
| Pays-Bas   | 6  | 3  | 1  | 2  | 10 | 7  | +3    | 11     | 0            | Demi-finales        | 7        | 7         |
| Allemagne  | 5  | 3  | 1  | 1  | 11 | 4  | +7    | 14     | 0            | Quarts de finale    | 16       | 13        |
| Portugal   | 5  | 2  | 2  | 1  | 5  | 3  | +2    | 10     | 0            | Quarts de finale    | 6        | 8         |
| Suisse     | 5  | 2  | 3  | 0  | 8  | 4  | +4    | 10     | 0            | Quarts de finale    | 19       | 15        |
| Turquie    | 5  | 3  | 0  | 2  | 8  | 8  | 0     | 19     | 1            | Quarts de finale    | 42       | 26        |
| Autriche   | 4  | 2  | 0  | 2  | 7  | 6  | +1    | 12     | 0            | Huitièmes de finale | 25       | 22        |
| Belgique   | 4  | 1  | 1  | 2  | 2  | 2  | 0     | 8      | 0            | Huitièmes de finale | 3        | 6         |
| Danemark   | 4  | 0  | 3  | 1  | 2  | 4  | -2    | 9      | 0            | Huitièmes de finale | 21       | 21        |
| Géorgie    | 4  | 1  | 1  | 2  | 5  | 9  | -4    | 7      | 0            | Huitièmes de finale | 74       | 70        |
| Italie     | 4  | 1  | 1  | 2  | 3  | 5  | -2    | 10     | 0            | Huitièmes de finale | 10       | 10        |
| Roumanie   | 4  | 1  | 1  | 2  | 4  | 6  | -2    | 8      | 0            | Huitièmes de finale | 47       | 45        |
| Slovaquie  | 4  | 1  | 2  | 1  | 4  | 4  | 0     | 8      | 0            | Huitièmes de finale | 45       | 44        |
| Slovénie   | 4  | 0  | 4  | 0  | 2  | 2  | 0     | 11     | 1            | Huitièmes de finale | 57       | 52        |
| Albanie    | 3  | 0  | 1  | 2  | 3  | 5  | -2    | 7      | 0            | Premier tour        | 66       | 66        |
| Croatie    | 3  | 0  | 2  | 1  | 3  | 6  | -3    | 7      | 0            | Premier tour        | 9        | 12        |
| Écosse     | 3  | 0  | 1  | 2  | 2  | 7  | -5    | 5      | 1            | Premier tour        | 39       | 48        |
| Hongrie    | 3  | 1  | 0  | 2  | 2  | 5  | -3    | 10     | 0            | Premier tour        | 27       | 31        |
| Pologne    | 3  | 0  | 1  | 2  | 3  | 6  | -3    | 8      | 0            | Premier tour        | 26       | 28        |
| Serbie     | 3  | 0  | 2  | 1  | 1  | 2  | -1    | 9      | 0            | Premier tour        | 32       | 32        |
| Tchéquie   | 3  | 0  | 1  | 2  | 3  | 5  | -2    | 12     | 2            | Premier tour        | 34       | 47        |
| Ukraine    | 3  | 1  | 1  | 1  | 2  | 4  | -2    | 3      | 0            | Premier tour        | 24       | 25        |

### Records

#### Match d'ouverture le plus prolifique
Le 14 juin 2024, la rencontre de la première journée entre l'Allemagne et l'Écosse, conclue par une victoire allemande sur le score de 5-1, est, avec 6 buts, le match d'ouverture le plus prolifique depuis que le tournoi final de l'Euro réunit au moins huit équipes.

#### But le plus rapide
Le 15 juin 2024, lors de la première journée du groupe B, l'Albanais Nedim Bajrami inscrit contre l'Italie le but le plus rapide de l'histoire du tournoi, après seulement 22 secondes, à la suite d'une touche ratée de Federico Dimarco.

#### Joueur le plus jeune de l'histoire
Le 15 juin 2024, lors du match entre l'Espagne et la Croatie, l'Espagnol Lamine Yamal, 16 ans et 11 mois, devient le plus jeune joueur sur le terrain en phase finale d'un Euro.

#### Buteur le plus âgé
Le 24 juin 2024, en marquant contre l'Italie lors de la troisième journée du groupe B, le Croate Luka Modrić devient le buteur le plus âgé en phase finale, à 38 ans et 289 jours.

#### Plus grand nombre d'avertissements
Le 26 juin 2024, la rencontre entre la Tchéquie et la Turquie bat le record du plus grand nombre d'avertissements en un seul match de Championnat d'Europe (18 cartons jaunes et 2 cartons rouges).

#### Buteur le plus jeune de l'histoire
Le 10 juillet 2024, en demi-finale contre la France, l'Espagnol Lamine Yamal devient le plus jeune joueur à inscrire un but dans un tournoi majeur (Euro ou Coupe du monde), à 16 ans et 11 mois.

## Dotations financières
En décembre 2023, le comité exécutif de l'UEFA approuve les dotations financières, dont le total de 331 millions d'euros est identique à l'édition précédente[réf. nécessaire].
Ainsi, l'équipe qui remporterait la compétition en gagnant tous ses matches se verrait attribuer la somme de 28 250 000 €.
| Tour / Performance                         | Dotations   |
| ------------------------------------------ | ----------- |
| Participation                              | 9 250 000 € |
| Match gagné en phase de groupes            | 1 000 000 € |
| Match nul en phase de groupes              | 500 000 €   |
| Qualification pour les huitièmes de finale | 1 500 000 € |
| Qualification pour les quarts de finale    | 2 500 000 € |
| Qualification pour les demi-finales        | 4 000 000 € |
| Vice-champion d'Europe                     | 5 000 000 € |
| Champion d'Europe                          | 8 000 000 € |